# Liste von Söhnen und Töchtern der Stadt Braunschweig
Die folgenden Personen wurden in Braunschweig geboren. Ob sie ihren späteren Wirkungskreis in Braunschweig hatten, ist in dieser Aufstellung, die im Übrigen keinen Anspruch auf Vollständigkeit erhebt, nicht berücksichtigt.
Siehe auch:
- Liste mit Braunschweig verbundener Personen (Personen, die nicht in Braunschweig geboren wurden, aber durch ihr Wirken mit der Stadt verbunden sind)
- Liste der Ehrenbürger von Braunschweig
- Bürgermedaille der Stadt Braunschweig (mit Liste der mit der Medaille Ausgezeichneten)

## 14. und 15. Jahrhundert
- Tile von Damm (≈1310–1374), Ratsherr der Stadt Braunschweig, Opfer der „Großen Schicht“
- Herman (II.) von Vechelde (≈1350–1420), Fernhändler und Bürgermeister
- Fricke van Twedorp (≈1355–1428), Patrizier, Groß- und Fernhändler während der Hansezeit sowie Bürgermeister des Weichbildes Neustadt in Braunschweig
- Anna von Braunschweig (≈1390–1432), zweite Ehefrau des Herzogs Friedrich IV. von Österreich
- Hans Kale († 1404), Wechsler und Ratsherr der Braunschweiger Altstadt
- Gerwin von Hameln (≈1415–1496), Kleriker, Stadtschreiber und Büchersammler
- Albert von Vechelde (1427–1505), Großhändler für Flachs und Hopfen und Großer Bürgermeister des Weichbildes Altstadt von Braunschweig
- Hermann Bote (≈ 1450–1520), mittelniederdeutscher Chronist und Dichter politischer Streitschriften
- Ludeke Hollant (≈1460–1510), Bürgermeister und Anführer des innerstädtischen Aufstands von 1488
- Hans Pelt (n. 1473 – 1530), Kaufmann, Gewandschneider und Ratsherr der Braunschweiger Altstadt
- Hinrik Mente (≈1475–1531), Glocken- und Geschützgießer
- Reimbertus Algermissen (≈1476–1553), Jurist, Kanoniker und Universitätsrektor
- Barward Tafelmaker (1487–1565), Baumeister (Südturm der Andreaskirche; Braunschweiger Wasserkünste)
- Cort von Vechelde (1487–1554), Gewandschneider, Fernhandelskaufmann und Ratsherr
- Tile von Vechelde (1494–1572), Gewandschneider, Kaufmann und Zehnmann
- Bertram von Damm (≈1495–1542), Arzt, Humanist und Dichter der Reformationszeit
- Franz Kale (≈1499–1558), Großer Bürgermeister der Altstadt 1536–1556
- Gottschalk Kruse (≈1499–1540), Theologe, Reformator und erster Vertreter der lutherischen Lehre in Braunschweig
- Cord Mente (≈1500–1574), Glocken- und Geschützgießer, Zeugmeister der Stadt Braunschweig bis 1550

## 16. Jahrhundert
- Cyriacus Kale (1501–?), Hansekaufmann
- Rembertus Giltzheim (auch: Rempert Gilsheim; † verm. 1532), Mediziner und Hochschullehrer
- Konrad Becker († 1588), evangelischer Theologe
- Petrus Bockelmann (1505–1576), lutherischer Theologe und Schüler Martin Luthers, Pastor in Husum
- Christoph von Damm (≈1510 – v. 1567), Fernhandelskaufmann
- Gerke Pawel (1513–1563), Ratsherr und Kämmerer
- Hermann von Vechtelde (1523–1572), Rechtsgelehrter und Bürgermeister der Hansestadt Lübeck
- Heinrich Göding (1531–1606), Maler, Kupferstecher, Miniaturist
- Ludolph Schrader (1531–1589), Jurist, Professor und Rektor der Brandenburgischen Universität Frankfurt
- Melchior Neukirch (1540–1597), lutherischer Geistlicher und Schriftsteller, 1571–97 Pastor an St. Petri
- Andreas Pawel (1544–1590), kursächsischer Hofrat
- Jacob Meyerheine (≈1550–1620), Steinmetz und Steinbildhauer
- Herman Niger (≈1550–?), Jurist und Kanzler
- Andreas Pouchenius der Jüngere (1553–1613), Theologe
- Tobias Volckmer senior (≈1555–1629), Mathematiker, Goldschmied, Kupferstecher und Geodät
- Konrad Rittershausen (1560–1613), Jurist, Philologe und Hochschullehrer
- Tile von Vechelde (1563–1618), Kaufmann
- Gesche Meiburg (1581–1617), sogenannte „Braunschweiger Heldenjungfrau“, da sie 1615 bei der Verteidigung Braunschweigs mitkämpfte
- Moses Uri ha-Levi (≈1543–1621/25), Rabbiner
- Heinrich Camerarius (1547–1601), Jurist und Diplomat
- Matthias Flacius der Jüngere (1547–1593), Mediziner und Philosoph
- Henning Brabandt (≈1550–1604), Jurist, Braunschweiger Bürgerhauptmann und herzoglicher Hofprokurator
- Johann Zanger d. J. (1557–1607), Jurist und Hochschullehrer
- Martin Chemnitz (1561–1627), Rechtsgelehrter und Hofbeamter in pommerschen und schleswig-holsteinischen Diensten
- Barthold Völkerling (1568–1618), Pastor an der Brüdernkirche, Stadtchronist
- Henning Tegetmeyer (1572–1618), lutherischer Theologe, Generalsuperintendent von Göttingen
- Andreas Pawel (1574–1654), Gewandschneider, Ratsherr und Großer Bürgermeister der Braunschweiger Altstadt
- Dietrich Mente (1583 – n. 1633), Glocken- und Bildgießer, Orgelbauer, Perlensticker, Geschützgießer und städtischer Büchsenmeister in Hildesheim
- Georg Achtermann (1584–1656), Kaufmann und Bürgermeister
- Johann Camman d. J. (1584–1649), Jurist, Syndikus der Stadt Braunschweig und Büchersammler
- Philipp Horst (1584–1664), Rhetoriker und Moralphilosoph
- Friedrich Leyser (1587–1645), evangelischer Theologe, Superintendent zu Eilenburg
- Konrad Hornejus (1590–1649), evangelischer Theologe und Hochschullehrer der Universität Helmstedt
- Hans Affel (1592–1647), Bürgermeister von Braunschweig
- Wilhelm Leyser I. (1592–1649), lutherischer Theologe
- Tobias Olfen (1597–1654), Braunschweiger Bürgermeister und Chronist
- Hans Engelbrecht (1599–1642), Tuchmachergeselle, Mystiker und Prediger
- Heinrich Remmers (?–1640), Ratsherr der Hansestadt Lübeck

## 17. Jahrhundert
- Heinrich Rahn (1601–1662), Rechtswissenschaftler
- Delphin Strungk (1601–1694), Organist und Komponist der norddeutschen Orgelschule, Vater von Nicolaus Adam Strungk
- Jürgen Kalm (1609–1657), Gewandschneider und Kaufmann
- Johann Chemnitz (1610–1651), Arzt und Botaniker
- Andreas Duncker der Jüngere (1613–1657), Buchdrucker, Verleger und Ratsherr
- Hieronymus Jordan (1617–1657), Mediziner und Schriftsteller
- Heinrich Julius von Blume (1624–1699), Kurmainzischer Archivar, Amtmann, Geheimer Rat, Politiker und evangelischer Theologe
- Christoph Gerke (1628–1714), Braunschweiger Bürgermeister und Chronist
- Johann Lechel (1635–1686), praktischer Arzt in Braunschweig
- Wilhelm Schorigus der Jüngere (1635–1687), Bildhauer
- Martin Chilian Stisser (1635–1707), Theologe und Generalsuperintendent
- Ferdinand Albrecht I. von Braunschweig-Wolfenbüttel-Bevern (1636–1687), Herzog von Braunschweig-Wolfenbüttel-Bevern
- Johannes Nolte (1636–1714), lutherischer Geistlicher und Lyriker
- Heinrich Avemann (1637–1699), Politiker
- Marie Elisabeth von Braunschweig-Wolfenbüttel (1638–1687), Herzogin
- Nicolaus Adam Strungk (1640–1700), Komponist des Barock, Sohn von Delphin Strungk
- Albrecht Andreas von Ramdohr (1649–1730), kurhannoverscher Hofgerichtsassessor, Archivdirektor und Regierungsrat in diplomatischer Mission
- Heinrich Brandanus Gebhardi (1657–1729), Orientalist und evangelischer Theologe
- Georg Christoph Gebhardi (1667–1693), Mathematiker, Historiker und Universitätslehrer
- Eberhard Finen (1668–1726), evangelischer Theologe, Abt und Braunschweiger Hof- und Domprediger
- Andreas Ernst von Stambke (1670–1739), Staatsbeamter und Diplomat
- Johann Konrad Dreyer (1672–1742), Tenor und Kantor
- Johann August von Druchtleben (1680–1748), Militärführer, Stadt- und Festungskommandant
- Johann Philipp Odelem (1680–1730), Rechtsanwalt und Philosoph
- Johann Georg Geitel (1683–1771), Maler und Universitätszeichenlehrer
- Johann Christian Biel (1687–1745), lutherischer Theologe
- Johann Christian Lüttich (1688–1769), Baumeister
- Anton Detlev Jenner (≈1690–1732), Bildhauer und Bildschnitzer des Barock
- Elisabeth Christine von Braunschweig-Wolfenbüttel (1691–1750), Gemahlin von Kaiser Karl VI., Mutter von Maria Theresia
- Conrad Friedrich Hurlebusch (1691–1765), Komponist
- Anton Friedrich Harms (1695–1745), Maler und Bühnenbildner
- Johann Heinrich Peters (1697–1754), Steinbildhauer
- Johann Ludwig Levin Gebhardi (1699–1764), Landeshistoriker und Genealoge
- Rudolph August Behrens (≈1700–1748), Mediziner

## 18. Jahrhundert

### 1701 bis 1750
- Johann Samuel Müller (1701–1773), Schulleiter und Schriftsteller
- Heinrich Bernhard Schrader von Schliestedt (1706–1773), Geheimer Rat und Minister im Fürstentum Braunschweig-Wolfenbüttel
- Anton Ulrich von Erath (1709–1773), Archivar, Historiker, Publizist und Jurist
- Johann Friedrich Gräfe (1711–1787), Post- und Kammerrat und Komponist
- Heinrich Daniel Weigel (1711–1773), Goldschmied
- Anton August Beck (1713–1787), Kupferstecher
- Karl I. von Braunschweig-Wolfenbüttel (1713–1780), Fürst von Braunschweig-Wolfenbüttel
- August Wilhelm von Braunschweig-Wolfenbüttel-Bevern (1715–1781), preußischer Generalleutnant
- Johann Heinrich Gravenhorst (1719–1781), Kaufmann und Chemiker, gemeinsam mit seinem Bruder Christoph Julius Erfinder der Malerfarbe „Braunschweiger Grün“
- Ferdinand von Braunschweig-Wolfenbüttel (1721–1792), Herzog und Freimaurer
- Albrecht von Braunschweig-Wolfenbüttel (1725–1745), preußischer Generalmajor
- Levin Karl Christian Kotzebue (1727–1761), Diplomat
- Friedrich Karl Ferdinand von Braunschweig-Wolfenbüttel-Bevern (1729–1809), Herzog von Braunschweig-Bevern
- Johann Joachim Christoph Bode (1731–1793), Musiker, Schriftsteller und Übersetzer; Freund Lessings
- Christoph Julius Gravenhorst (1731–1794), Unternehmer und Chemiker, gemeinsam mit seinem Bruder Johann Heinrich Erfinder der Malerfarbe „Braunschweiger Grün“
- Conrad Wilhelm Krause (≈1733–1804), Kaufmann und Senator
- Leopold Friedrich Fredersdorff (1737–1814), Verwaltungsjurist im Fürstentum Braunschweig-Wolfenbüttel
- Sophie Caroline Marie von Braunschweig-Wolfenbüttel (1737–1817), Tochter von Karl I., Markgräfin von Brandenburg-Bayreuth
- August Georg Uhle (1737–1804), lutherischer Theologe und Generalsuperintendent der Generaldiözesen Hoya-Diepholz und Calenberg
- Hermann Bräss (1738–1797), evangelischer Pfarrer und Zeitungsherausgeber
- Johann Heinrich Haeberlin (1738–1808), Hofrat und Museumsdirektor
- Julius August Remer (1738–1803), Historiker und Hochschullehrer
- Johann Friedrich Cleve (1739–1826), braunschweigischer Offizier
- Christian Andreas von Biel (1740–1805), Jurist und Gutsherr
- Johann Philipp Du Roi (1741–1785), Arzt und Botaniker mit Schwerpunkt auf Dendrologie
- August Wilhelm Knoch (1742–1818), Naturforscher und Professor für Physik am Collegium Carolinum
- Rudolph Steiner (1742–1804), Hofarchitekt und Baurat in Weimar
- Christian Wilhelm von Stangen (1743–1809), Generalmajor
- Levin August von Bennigsen (1745–1826), russischer General deutscher Herkunft
- Friedrich Carl Wilhelm Lemme (1746–1815), Klavierbauer und Organist
- Carl Abel (1748–1795), Musiker und Maler
- Friedrich Henneberg (1748–1812), Präfekt des Départements Oker von 1808 bis 1812
- Johann Heinrich Wilmerding (1749–1828), von 1782 bis 1808 Bürgermeister und von 1814 bis 1825 Stadtdirektor der Stadt Braunschweig
- Hartwig Ludwig Anton von Hoym (1750–1811), preußischer Staatsmann
- Friederike Magdalene Jerusalem (1750–1836), Lyrikerin
- Karl Ferdinand Friedrich von Lützow (1750–1830), preußischer Generalmajor

### 1751 bis 1775
- August Christian Andreas Abel (1751–1834), Geiger, Hofmusiker und Maler
- Karl Wilhelm Nose (1753–1835), Arzt, Geologe und Mineraloge
- Karl Wilhelm Ferdinand Unzelmann (1753–1832), Schauspieler, Sänger und Komiker
- Julius Georg Paul du Roi (1754–1825), Jurist und Direktor der braunschweigischen Armenanstalt
- Simson Alexander David (1755–1812/13), Publizist, Geschäftsmann, Journalist und Zensor
- Federigo Fiorillo (1755–1823), Geiger und Komponist
- Carl Chassot de Florencourt (1756–1790), herzoglich-braunschweigischer Berg- und Kammerrat, Mathematiker und Hobbyentomologe
- Heinrich Friedrich August von Hadeln (1756–1809), Offizier
- August Ferdinand Hurlebusch (1756–1833), Jurist im braunschweigischen Staatsdienst
- Wilhelm Karl Ferdinand von Schleinitz (1756–1837), Staatsminister
- Johann Carl Kahnt (≈1758–1821), Tischler, Baukommissar und Lehrer am Collegium Carolinum
- August Lafontaine (1758–1831), Schriftsteller und Theologe
- Friedrich Georg Weitsch (1758–1828), braunschweigischer Hofmaler, Direktor der Berliner Akademie der Künste
- Johann Ferdinand Friedrich Emperius (1759–1822), Hochschullehrer am Collegium Carolinum, Museumsdirektor und Braunschweiger Hofrat
- Bernhard Andreas von Heim (1759–1821), deutsch-russischer Universalgelehrter und Universitätsrektor
- Charles Louis Maucourt (1760–1829), Musiker
- Julius Georg Bierbaum (1761–1844), Kaufmann und Abgeordneter
- Christian Friedrich Hoffmann (1762–1820), Mathematiker, Archäologe und Erzieher der Prinzen zu Wied-Neuwied
- Johann Anton August Weitsch (1762–1841), Maler und Museumsinspektor
- Friedrich Albrecht Winzer (1762/63–1830), Ingenieur, Pionier der Gasbeleuchtung
- Johann Gottlieb Buhle (1763–1821), Philosoph, Philologe und Philosophiehistoriker
- Johann Heinrich Gottlieb Fricke (1763–1823), Mediziner, Physiker und Hochschullehrer
- Wilhelm Josephi (1763–1845), Professor für Medizin, Chirurg und Geburtshelfer
- Ludwig von Schleinitz (1763–1825), preußischer Beamter
- Gebhard von der Schulenburg-Wolfsburg (1763–1818), Hofbeamter, Präsident der Reichsstände
- Johann Friedrich Tielker (1763–1832), Maler, Zeichner, Kupferstecher, Innenarchitekt, Architekt und Unternehmer
- Auguste Karoline von Braunschweig-Wolfenbüttel (1764–1788), Prinzessin von Württemberg
- Caroline Auguste Fischer, geb. Venturini (1764–1842), Schriftstellerin und Schwester von Karl Venturini
- Heinrich Julius Friedrich von Schrader (1764–1829), Jurist
- Friedrich Heinrich von Lasberg (1766–1839), preußischer Offizier und Landrat
- Heinrich Ziegenbein (1766–1824), Pädagoge und Generalsuperintendent in Blankenburg
- Georg Ferdinand Plesmann (1767–1817), preußischer Offizier
- Caroline von Braunschweig-Wolfenbüttel (1768–1821), Königin von Großbritannien, Irland und Hannover
- Carl Friedrich Löbbecke (1768–1839), Kaufmann, Bankier und Inhaber des Bankhauses Löbbecke & Co.
- Karl Venturini (1768–1849), protestantischer Theologe und Historiker, Bruder von Caroline Auguste Fischer, geb. Venturini
- August Heinrich Christian Gelpke (1769–1842), Mathematiker, Astronom, Schulrat und Professor in Braunschweig
- Johann Friedrich Wilhelm Himly (1769–1831), preußischer Staatsbeamter, erster Privatdozent für Pädagogik an der Berliner Universität
- Gottfried Philipp von Bülow (1770–1850), Staatsmann und Historiker
- Konrad von Schmidt-Phiseldeck (1770–1832), deutsch-dänischer Publizist, Politiker, Theologe und Philosoph
- Rudolf Wiedemann (1770–1840), Physiker, Historiker, Naturwissenschaftler und Insektenforscher
- Julius Leopold Theodor Friedrich Zincken (1770–1856), Mediziner und Entomologe
- Friedrich Wilhelm (1771–1815), Fürst von Braunschweig-Wolfenbüttel, genannt der Schwarze Herzog
- Heimbert Paul Friedrich Hinze (1771–1840), Schauspieler, Schriftsteller und Theaterdirektor
- Wilhelm Friedrich August von Leyßer (1771–1842), Generalleutnant und Politiker, erster Präsident der II. Kammer des Sächsischen Landtags
- Theodor Georg August Roose (1771–1803), Professor für Physiologie und Anatomie sowie Medizinhistoriker
- Konrad Stahl (1771–1833), Mathematiker und Hochschullehrer
- Friedrich Karl von Strombeck (1771–1848), Jurist
- Karl Himly (1772–1837), Mediziner und Hochschullehrer
- Gottlieb Friedrich Carl Horn (1772–1844), Jurist und Bremer Senator
- Ludwig Bollmann (1773–1820), lutherischer Theologe, General- und Stadtsuperintendent in Braunschweig
- Samuel Meyer Ehrenberg (1773–1853), Reformpädagoge und Direktor der jüdischen Samson-Schule in Wolfenbüttel
- Franz Karl Tielker (1773–1845), Maler, Kupferstecher und Radierer
- Johann Heinrich Carl Bornhardt (1774–1843), Komponist, Pianist, Gitarrist und Musiklehrer
- Johann Christian Degener (1774–1854), braunschweigischer Amtsrat und Gründer von Degenershausen im Harz
- Johann Heinrich Bernhard Dräseke (1774–1849), evangelischer Theologe, Generalsuperintendent und Bischof
- Ernst Horn (1774–1848), Mediziner
- Charles König (1774–1851), deutsch-britischer Naturforscher
- Friedrich Wilhelm von Mauvillon (1774–1851), preußischer Oberst und Militärschriftsteller
- Gustav von Rauch (1774–1841), General und preußischer Kriegsminister
- Ferdinand von Schwartz (1774–1835), Hamburger Kaufmann und Senator
- Gottlieb Bertrand (1775–1813), Schriftsteller
- Friedrich von Hellwig (1775–1845), als Husar erster Träger des Eisernen Kreuzes I. Klasse; preußischer General
- Adolph Henke (1775–1843), Professor für Physiologie, Pathologie und Staatsarzneikunde in Erlangen
- Johann Karl Wilhelm Illiger (1775–1813), Zoologe und Entomologe
- Wilhelm Hermann Georg Remer (1775–1850), Mediziner

### 1776 bis 1800
- August Geitel (1776–1832), Hofrat und Schriftsteller
- Johann Elias Olfermann (1776–1822), braunschweigischer Generalmajor der Befreiungskriege, Vertrauter des Schwarzen Herzogs
- Carl Friedrich Gauß (1777–1855), Mathematiker, Astronom, Geodät und Physiker, Princeps mathematicorum
- Carl Gravenhorst (1777–1857), Zoologe
- August Klingemann (1777–1831), Schriftsteller der Romantik
- Johann Heinrich Christoph König (1777–1867), Maler, Radierer und Lithograf, Kunstlehrer und Restaurator
- Ernst Daniel August Bartels (1778–1838), Mediziner
- Rudolf Heinrich Bernhard Bosse (1778–1855), Jurist, Staatsmann und Schriftsteller
- Wilhelm Arnold Eschenburg (1778–1861), deutscher Jurist
- Johann Karl Christian Lippe (1779–1853), Schweizer Pädagoge
- Carl Wilhelm August Fritze (1781–1850), Kaufmann und Bremer Senator
- Franz Christoph Horn (1781–1837), Schriftsteller und Literarhistoriker
- Christian Heinrich Bünger (1782–1842), Chirurg und Anatom
- Eduard Henke (1783–1869), Rechtswissenschaftler, Kriminalwissenschaftler und Hochschullehrer
- Margarethe Jonas (1783–1858), Bildstickerin und Malerin
- Carl Ernst Albrecht Salzenberg (1783–1844), Postdirektor und Chef des Landespostwesens im Herzogtum Braunschweig
- Ferdinand Mackeldey (1784–1834), Jurist und Hochschullehrer der Universitäten Helmstedt, Marburg und Bonn
- Louis Spohr (1784–1859), Komponist, Dirigent; neben Niccolò Paganini der größte Geiger seiner Zeit
- Johann Ernst Brancalio (1785–1831), Ministerialbeamter und Schriftsteller
- Werner Graf von Veltheim (1785–1860), braunschweigischer Staatsminister und Forstmeister
- August Christian Gottlieb Brauns (1786–1852), Architekt und Professor für Bauwissenschaften am Collegium Carolinum
- Gottfried Reichard (1786–1844), Chemiker und Industrieller, Ballonfahrer
- Theodor Schacht (1786–1870), Pädagoge und Schulpolitiker
- Urban von Unger (1786–1858), Geologe und Bergrat
- Wilhelmine Reichard, geb. Schmidt (1788–1848), erste deutsche Ballonfahrerin
- Wilhelm von Biel (1789–1876), mecklenburgischer Gutsherr
- Johann Baese (1790–1837), Maler, Kopierer und Kunstsammler
- Johann Carl Georg Fricke (1790–1841), Chirurg
- Ferdinand Hartmann (1790–1842), Textilunternehmer und Gründer der Kammgarnspinnerei zu Leipzig
- Georg Bosse (1791–1860), Oberstleutnant und Steuerinspektor
- Gottlieb von Biel (1792–1831), mecklenburgischer Gutsherr
- Carl Blumenstengel (1792–1867), Architekt und braunschweigischer Kammerbaumeister
- Eduard von Schaper (1792–1868), preußischer Oberpräsident
- Werner von der Schulenburg-Wolfsburg (1792–1861), Politiker
- Karl Wilhelm Gropius (1793–1870), Theater- und Dioramenmaler
- August Krüger (1793–1873), Altphilologe, Autor, Lehrer und Schulleiter
- Karl Lachmann (1793–1851), Philologe
- Amalie Löbbecke (1793–1883), Sozialfürsorgerin, Begründerin der Wohlfahrtspflege in der Stadt Braunschweig
- Friedrich Bernhard Gottfried Nicolai (1793–1846), Astronom
- Wilhelm Wagner (1793–1846), Mediziner und Hochschullehrer
- Friedrich Schulz (1795–1864), Jurist und braunschweigischer Staatsminister
- Christian Tunica (1795–1868), Maler, Hofmaler, Vater von Hermann Tunica
- August Wehrt (1795–1856), Lithograf
- Carl Ludwig Blume (1796–1862), deutsch-niederländischer Botaniker, Erforscher der indonesischen Pflanzenwelt
- Ludwig Heine (≈1796–1836), Maler und Lithograf
- David Mansfeld (1796–1863), Arzt und braunschweigischer Medizinalbeamter
- Heinrich Lachmann (1797–1872), Pädagoge, Arzt, Biologe und Freimaurer
- Friedrich August Andreas Woltereck (1797–1866), Opernsänger (Bass)
- Friedrich Wilhelm Heinrich Bitter (1798–1870), Hofbeamter und Kabinettsdirektor Herzog Karls II. von Braunschweig
- Hans von Veltheim (1798–1868), Forstmann, Politiker und Hofbeamter
- Philipp Wilhelm Daubert (1799–1875), Konservenfabrikant
- Karl Heinrich Gräffe (1799–1873), Mathematiker
- Ferdinand August Oldenburg (1799–1868), Schauspieler, Schriftsteller, Lithograf und Fotograf
- Wilhelm Assmann (1800–1875), Historiker, Pädagoge und Politiker
- Ernst August Wilhelm Himly (1800–1881), Professor für Medizin an der Universität Göttingen
- August Hollandt (1800–1882), Jurist und linksliberaler Politiker
- Karl Köchy (1800–1880), Theaterdirektor, Dramaturg und Schriftsteller
- Friedrich Lachmann (1800–1828), Altphilologe
- Carl Theodor Ottmer (1800–1843), Architekt und braunschweigischer Hofbaumeister
- Wilhelm Pätz (1800–1856), Landschaftsmaler und Lithograf

## 19. Jahrhundert

### 1801 bis 1810
- Moritz Ludwig Frankenheim (1801–1869), Kristallograph, Physiker und Geograph
- Carl Heinrich Jürgens (1801–1860), lutherischer Theologe, Redakteur, Publizist und Politiker
- Louis Krevel (1801–1876), Porträtmaler
- Friedrich Heinrich Limbach (1801–1887), Schauspieler und Regisseur
- Heinrich Neumann (1801–1879), Maler und Restaurator
- Friedrich Karl von Vechelde (1801–1846), Jurist, Historiker und Publizist
- Heinrich Wildt (1801–1835), Kupferstecher
- Friedrich von der Decken (1802–1881), Minister im Königreich Hannover
- August von Geyso (1802–1861), braunschweigischer Staatsminister
- Georg Ferdinand Howaldt (1802–1883), Goldschmied, Bildhauer und Erzgießer
- Caroline Lange (1802 – n. 1852), Schauspielerin
- Gustav Langerfeldt (1802–1883), braunschweigischer Jurist und Politiker sowie Abgeordneter der Frankfurter Nationalversammlung
- Georg Wilhelm Amatus Lüer (1802–1883), Fabrikant
- Karl Wilhelm Schmidt (1802–1883), Jurist und Archivar
- Carl Schröder (1802–1867), Genre-, Porträtmaler und Lithograf
- Arend Friedrich August Wiegmann (1802–1841), Zoologe, Professor an der Universität Berlin
- Franz Chassot von Florencourt (1803–1886), Schriftsteller und Journalist
- Wilhelm von Horn (1803–1871), Mediziner, ärztlicher Direktor der Berliner Charité
- Karl II. (1804–1873), Herzog von Braunschweig
- Friedrich Maria Krahe (1804–1888), Architekt und Braunschweiger Baurat
- Heinrich Caspari (1805–1880), Oberbürgermeister der Stadt Braunschweig von 1848 bis 1879
- Julius Freudenthal (1805–1874), Geiger, Komponist und Numismatiker
- Adolf Emperius (1806–1844), Philologe, Historiker und Lehrer am Braunschweiger Collegium Carolinum
- Joseph Gauß (1806–1873), Artillerieoffizier, Geodät, Eisenbahn-Bauingenieur und Baubeamter
- Wilhelm (1806–1884), Herzog von Braunschweig
- Hermann Apfel (1807–1892), lutherischer Theologe
- Wilhelm Götte (1807–1839), Philologe, Philosoph und Journalist
- Friedrich Knolle (1807–1877), Kupferstecher und Inspektor des Herzogliche Museums
- Wilhelm Langenheim (1807–1874), Fotograf
- Carl Schiller (1807–1874), Historiker, Kunsthistoriker und Privatgelehrter; Gründer und erster ehrenamtlicher Leiter des Städtischen Museums Braunschweig
- Caroline Wiseneder (1807–1868), Komponistin, Chorleiterin und Pädagogin, Gründerin der Wiseneder’schen Kindergärten in Braunschweig
- Karl Andree (1808–1875), Geograph und Publizist
- Wilhelm von Bernewitz (1808–1878), Generalmajor und Kammerherr
- Luise Löbbecke (1808–1892), Wohltäterin, erste Ehrenbürgerin von Braunschweig
- Ferdinand Bamberger (1809–1855), Klassischer Philologe und Lehrer
- Eduard Degener, auch Edward Degener (1809–1890), Politiker und Abgeordneter im US-Repräsentantenhaus
- August Howaldt (1809–1883), Ingenieur, Gründer der Maschinenbauanstalt „Schweffel & Howaldt“
- Friedrich von Liebe (1809–1885), Jurist, braunschweigischer Diplomat und Minister
- Friedrich Wilhelm Fricke (1810–1891), pädagogischer Schriftsteller
- Karl Theodor Gravenhorst (1810–1886), Altphilologe, Lehrer und Übersetzer

### 1811 bis 1820
- Georg Friedrich Wilhelm Alers (1811–1891), Forstsachverständiger, Erfinder der Flügelsäge, Schriftsteller und Stifter des Clarabades in Bad Helmstedt
- Johann Georg Fritz (1811–1852), Münzeisenschneider und Medailleur
- August Wilhelm Ernst Haase (1811–1881), Kaufmann und Politiker der Freien Stadt Frankfurt
- Ferdinand Spehr (1811–1881), Historiker, Schriftsteller und Jurist
- Friedrich Steger (1811–1874), Übersetzer und Autor
- Eduard Trieps (1811–1884), Jurist und braunschweigischer Staatsminister
- Johann Heinrich Meyer (1812–1863; eigentlich Heinrich Meyer), Buchdrucker und Verleger
- Adolf Teichs (1812–1860), deutscher Historien- und Genremaler sowie Radierer und Lithograf der Düsseldorfer Schule
- August Dankworth (1813–1854), Kunstmaler
- Eduard Fein (1813–1858), Rechtswissenschaftler
- Wilhelm Görges (1813–1894), Postbeamter und Schriftsteller
- Werner von Gustedt (1813–1864), Landrat des Kreises Halberstadt
- Wilhelm Hinze (1813–1876), Opernsänger (Bassbariton), Theaterschauspieler und Geiger
- Alexander Körner (1813–1848), Genremaler
- Wilhelm Volkmar (1813–1890), Pädagoge und Politiker
- Ludwig Ernesti (1814–1880), lutherischer Theologe, Verfasser des 1858 erstmals erschienenen Kleinen Katechismus der Braunschweigischen Landeskirche
- Friedrich Eduard Keffel (1814–1898), Kaufmann und Unternehmer
- Egmont Lucius (1814–1884), Politiker
- Albert Oppenheimer (1814–1897), Bankier
- Wilhelm Rimpau (1814–1892), Landwirt, Unternehmer und Politiker
- Carl Friedrich Beddies (1816–1894), Büchsenmacher und Fotograf
- Ludwig Herrig (1816–1889), Philologe und Schullehrer
- Georg Karl Hirsche (1816–1892), Theologe und Pädagoge
- Robert von Wachholtz (1816–1897), herzoglich-braunschweigischer Generalleutnant
- Karl Barthel (1817–1853), Literaturhistoriker, Lehrer und Theologe
- Ludwig August Berglein (1817–1903), Lehrer
- Christine Hebbel (Pseudonym von Christine Engehausen; 1817–1910), Schauspielerin, u. a. am Wiener Burgtheater
- Carl Wolters (1817–1886), Brauereiunternehmer
- Adolf Aronheim (1818–1880), Jurist und Politiker
- Heinrich Haberland (1818–1907), Generalmajor
- Auguste Hyrtl (1818–1901), Schriftstellerin
- Gustav Adolf Barthel (1819–1898), braunschweigischer Hofmaler
- Hermann Dürre (1819–1893), Pädagoge und Historiker
- Günther von der Schulenburg-Wolfsburg (1819–1895), Politiker
- Louis Köhler (1820–1886), Musikkritiker, Komponist, Musikschriftsteller und Klavierpädagoge
- Hermann Scheffler (1820–1903), Ingenieur, Mathematiker und Physiker

### 1821 bis 1830
- Hermann von Orges (1821–1874), Publizist
- Friedrich Wilhelm Reuter (1821–1890), Gründer der Feuerwehr Braunschweig
- Heinrich Grans (1822–1893), Schauspieler und Autor
- Theodor Hermann Rimpau (1822–1888), Landwirt, der als Begründer der Moordammkultur gilt
- Siegmar Elster (1823–1891), Ingenieur und Unternehmer
- Hermann August Schwanert (1823–1886), Jurist
- Ludwig Tacke (1823–1899), Architektur- und Historienmaler
- Wilhelmine Henneberg, genannt Minna (1824–1886), Wohltäterin, Gründerin des „Rudolfstifts“
- Julie Dedekind (1825–1914), Schriftstellerin und Pädagogin
- Bernhard Plockhorst (1825–1907), Maler und Grafiker
- Heinrich Sallentien (1825–1897), lutherischer Theologe
- Hans von Specht (1825–1913), herzoglich-braunschweigischer Offizier, ab 1844 in den USA Farmer, Fuhrmann und Postmeister
- Bernhard Abeken (1826–1901), Schriftsteller, Jurist und nationalliberaler Politiker
- Rudolf Henneberg (1826–1876), Maler
- Franz von Holstein (1826–1878), Komponist
- August Heinrich Niedmann (1826–1910), Maler
- Ludwig Nieper (1826–1906), Maler, Holzschneider und Akademiedirektor
- Hermann Tunica (1826–1907), Maler, Hofmaler in Braunschweig
- Heinrich Vieweg (1826–1890), Verleger
- Adolph Meaubert (1827–1890), Regisseur und Schauspieler
- Theodor Gassmann (1828–1871), Bühnendichter
- Carl Götting (1828–1899), Kaufmann, Weltreisender und Sammler, Förderer des Städtischen Museums Braunschweig
- Georg Jabin (1828–1864), Landschaftsmaler
- Hugo Schwanert (1828–1902), Chemiker und Hochschullehrer
- Ludwig Wecke (1828–1849), Holzschneider
- Adolf Dedekind (1829–1909), Richter und Hochschullehrer; von 1892 bis 1905 Braunschweiger Landgerichtspräsident
- August Skerl (1829–1895), lutherischer Theologe, von 1876 bis 1895 Pastor an der Braunschweiger Katharinenkirche
- Wilhelm Clauß (1830–1896), Maschineningenieur und Bahndirektor
- Gerard Krefft (1830–1881), einer der ersten Zoologen und Paläontologen Australiens
- Wilhelm Nabert (1830–1904), Landschaftsmaler

### 1831 bis 1840
- Richard Dedekind (1831–1916), Mathematiker (Begründer der modernen Algebra und Erfinder der elliptischen Etafunktion)
- Gustav von der Mülbe (1831–1917), preußischer Generalleutnant
- Albert Natalis (1831–1904), Unternehmer
- Wilhelm Werthmann (1831 – n. 1876), Holzschneider
- Wilhelm Kubel (1832–1903), Apotheker
- Johannes Lachmann (1832–1860), Agrikulturchemiker
- Ernst von Meier (1832–1911), Rechtswissenschaftler und Hochschullehrer
- Ernst von der Schulenburg-Wolfsburg (1832–1878), Rittergutsbesitzer und Politiker aus dem Adelsgeschlecht von der Schulenburg
- Gustav Teichmüller (1832–1888), Philosoph
- Adolf Artmann (1833 – n. 1895), Industrieller
- Hermann Fuechsel (1833–1915), Landschaftsmaler und Lithograf
- Wilhelm Meyer (1833–1887), Politiker, Präsident der Handelskammer Gera
- Rudolf Röttger (1833–1896), Offizier, Schriftsteller und Erfinder
- Ludwig Hänselmann (1834–1904), Historiker und Stadtarchivar
- Richard Andree (1835–1912), Geologe, Geograph und Volkskundler
- Georg von der Decken (1836–1898), Mitglied des Deutschen Reichstags
- Wilhelm von Hantelmann (1836–1916), preußischer Generalleutnant
- Otto Magnus (1836–1920), Jurist
- Eberhard Schrader (1836–1908), Alttestamentler und Orientalist, der die Assyriologie in Deutschland begründete
- Constantin Uhde (1836–1905), Architekt und Hochschullehrer am Collegium Carolinum in Braunschweig
- Julius Brautlecht (1837–1883), Apotheker und Forscher
- Gustav Krüger (1837–1912), Altphilologe, Lehrer und Schulleiter
- Robert Otto (1837–1907), Chemiker und Pharmazeut
- Hans Sommer (1837–1922), Komponist und Mathematiker, Direktor der Technischen Hochschule Carolo-Wilhelmina, Vorkämpfer für musikalischen Urheberschutz und Mitbegründer der GEMA
- Heinrich Dohrn (1838–1913), Zoologe, Stadtrat und Mitglied des deutschen Reichstages
- August Howaldt (1838–1868), Bildhauer und Modelleur
- Adele Passy-Cornet (1838–1915), Opernsängerin
- Robert Hartig (1839–1901), Forstwissenschaftler
- Wilhelm Krahe (1839–1921), Architekt
- Theodor Litolff (1839–1912), Musikverleger
- Karl Fischer (1840–1883), Opernsänger
- Wilhelm von Minnigerode (1840–1913), Gutsbesitzer, Reichstagsabgeordneter
- Friedrich Westermann (1840–1907), Verleger

### 1841 bis 1850
- Eduard Friesland (1841–1911), Gymnasiallehrer und Philologe
- Hermann Heinrich Howaldt (1841–1891), Bildhauer, Erzgießer und Kupfertreiber
- Friedrich Knoll (1841–1900), Stadtgeometer und Autor
- Adolph Nehrkorn (1841–1916), Ornithologe und Oologe
- Rudolf Blasius (1842–1907), Arzt, Bakteriologe und Ornithologe, Verfasser u. a. von Die Vögel des Herzogthums Braunschweig und der angrenzenden Gebiete und Der Gesundheitszustand der Städte des Herzogthums Braunschweig in den Jahren 1887/88
- Wilhelm Bracke (1842–1880), Politiker, Verleger und Publizist; maßgeblich an der Gründung der Sozialdemokratischen Arbeiterpartei (SDAP), der Vorläuferin der SPD beteiligt
- Hugo Bußmeyer (1842–1912), Komponist
- Victor Heymann (1842–1926), Rechtsanwalt und Stadtrat, erster jüdischer Notar im Herzogtum Braunschweig
- Otto Hohnstein (1842–1909), Lehrer und Historiker
- Heinrich Meier (1842–1923), Offizier und Lokalhistoriker
- Werner von Schleinitz (1842–1905), Politiker und Reichstagsabgeordneter
- Friederich Schmetzer (1842–1918), Ingenieur
- Emil Selenka (1842–1902), Zoologe und Forschungsreisender
- Ernst Wiehe (1842–1894), Architekt
- Hermann Gebhard (1843–1906), Jurist und Stadtdirektor von Bremerhaven
- Ludwig Winter (1843–1930), Architekt und Stadtbaurat in Braunschweig
- Felix Boh (1844–1923), Schriftsteller und Privatgelehrter
- Hermann Schrader (1844–1899), Jurist, Bürgermeister von Holzminden und Abgeordneter im Braunschweigischen Landtag
- Conrad Varrentrapp (1844–1911), Historiker und Hochschullehrer
- Wilhelm Blasius (1845–1912), Ornithologe und Professor an der TH Braunschweig
- Adele Grantzow (1845–1877), Balletttänzerin
- Hans Herrig (1845–1892), Journalist und Schriftsteller
- Max Jüdel (1845–1910), Unternehmer, Gründer der „Eisenbahnsignal-Bauanstalt Max Jüdel & Co“ (heute Siemens)
- Hermann Uhde (1845–1879), Journalist, Literaturhistoriker und Theaterwissenschaftler
- Konrad Koch, eigentlich Wilhelm Carl Johann Conrad Koch (1846–1911), führte Fußball als Schulsport ein und war der Entwickler des ersten deutschen Regelwerkes für Fußball
- Gustav von Löbbecke (1846–1931), Gutsbesitzer und Abgeordneter des Provinziallandtages der Provinz Hessen-Nassau
- Eduard Gelpke (1847–1923), Maler
- Albert Goldberg (1847–1905), Opernsänger, -regisseur und Theaterintendant
- Robert Homburg (1848–1912), deutsch-australischer Richter, Politiker und Minister
- Hugo Krüger (1848–1930), Politiker (NLP)
- John Landauer (1848–1924), Chemiker und Kaufmann
- Wilhelm Meves (1848–1908), Schauspieler am Braunschweiger Hoftheater
- Max Aronheim (1849–1905), Jurist und Unternehmer
- Helene Engelbrecht (1849–1927), Wohltäterin, Frauenrechtlerin und Gründerin mehrerer Wohlfahrtseinrichtungen
- Hans Pfeifer (1849–1933), Baubeamter, Architekt und Schriftsteller
- Max Schottelius (1849–1919), Mediziner
- Benno von Holwede (1850–1924), Mediziner, Gründer der städtischen Kinderklinik
- Rosa von der Osten-Hildebrandt (1850–1911), sächsische Hofschauspielerin
- Rudolf Rittmeyer (1850–1914), Marineoffizier, zuletzt Konteradmiral
- Hans Wolf (1850–1940), Jurist, von 1904 bis 1922 Präsident des Oberlandesgerichts Braunschweig

### 1851 bis 1860
- Paul Degener (1851–1901), Apotheker und Zuckerchemiker
- Max Osterloh (1851–1927), Architekt und Braunschweiger Stadtbaurat
- Hugo Retemeyer (1851–1931), Oberbürgermeister der Stadt Braunschweig
- Gustav Uhlmann (* 24. Oktober 1851; † 1. März 1916 in Mannheim), Architekt[1]
- Oscar Drude (1852–1933), Botaniker, Mitbegründer der Pflanzenökologie als wissenschaftlicher Disziplin
- Franz Himstedt (1852–1933), Physiker und Hochschullehrer
- Carl Schrader (1852–1930), Astronom, Bryologe und Expeditionsleiter
- Hans Bußmeyer (1853–1930), Komponist
- Max Geitel (1853–1926), Patentbeamter
- Max Wilhelm Meyer (1853–1910), Astronom, Naturforscher und Schriftsteller
- Max Silberschmidt (1853–1932), Justizrat und Rechtsanwalt
- Carl Ulrich (1853–1933), Politiker, von 1919 bis 1928 erster Staatspräsident des Volksstaates Hessen
- Oskar Borcherdt (1854–1932), Theaterschauspieler und -regisseur
- Arthur von Franquet (1854–1931), Fabrikant, Kunstsammler und -mäzen
- Hugo Weber (1854–1937), Architekt und Baubeamter
- Heinrich Beckurts (1855–1929), Chemiker und Hochschullehrer
- Hans Friedrich Geitel (1855–1923), Lehrer und Physiker
- Alfred Löbbecke (1855–1944), Bankier aus der Braunschweiger Bankiersfamilie Löbbecke
- Werner Stein (1855–1930), Bildhauer
- Elmar von Eschwege (1856–1935), Maler
- Eustach von Görtz-Wrisberg (1856–1914), Verwaltungsbeamter
- Margarete von Heinemann (1856–1939), Landschaftsmalerin und Äbtissin
- Wilhelm Plappert (1856–1925), Bühnenmaler
- Arnold Rimpau (1856–1936), Kaufmann, Unternehmer und Gutsbesitzer
- Gustav Steinmann (1856–1929), Geologe, Paläontologe und Hochschullehrer
- Hans Adolf von Bülow (1857–1915), Diplomat
- Alfred Ebeling (1857–1931), Bankier
- Johann Ernst Robert Engel (1857–1914), Bürgermeister und Abgeordneter des Provinziallandtages der Provinz Hessen-Nassau
- Louis Engelbrecht (1857–1934), Rechtsanwalt, Dramatiker und Lyriker; gehörte zum Freundeskreis des Dichters Wilhelm Raabe
- Helene Aronheim (1858–1943), NS-Opfer
- Walter von Heinemann (1858–1928), General der Infanterie
- Albert Knoll (1858–1952), Chemiker und Unternehmer; Gründer der Chemischen Fabrik Knoll, spätere Knoll AG (Ludwigshafen)
- Carl Nebe (1858–1908), Opernsänger
- Alexander Barthel (1859/60–1901), Schauspieler
- August Iffert (1859–1930), Opernsänger, Gesangslehrer und Musikschriftsteller
- Hans Munte (1859–1927), Industrieller und Politiker, Landtagsabgeordneter des Freistaates Braunschweig
- Carl Prüssing (1859–1912), Manager
- Camilla Zach-Dorn (1859–1951), Malerin
- Hans Hassel (1860–1932), Richter
- Hans Koch (1860–1913), Verwaltungsjurist, Kreisdirektor von Holzminden
- Ernst Koken (1860–1912), Paläontologe
- Ernst Müller-Braunschweig (1860–1928), Kaufmann und Bildhauer
- Wilhelm Schumburg (1860–1928), Bakteriologe, Professor, Autor und Sanitätsoffizier
- Hans Steinmann (1860–1929), Landwirt und Politiker
- Otto Walkhoff (1860–1934), Zahnmediziner
- Georg Zeidler (1860–1915), Baumeister, Architekt, Maler und Hochschullehrer
- Albrecht Zimmermann (1860–1931), Biologe

### 1861 bis 1870
- Jacques Goldberg (1861–1934), Musiker, Schauspieler, Regisseur und Theaterleiter
- Franz Winter (1861–1930), Klassischer Archäologe, Hochschullehrer
- Georg Wolters (1861–1933), Tier- und Jagdmaler und Illustrator
- Ludwig Busse (1862–1907), Philosoph und Hochschullehrer
- Kurd von Damm (1862–1915), Rechtsanwalt, Politiker und Unternehmer
- Otto Keitel (1862–1902), Tiermaler; starb buchstäblich vor Freude
- August Brinkmann (1863–1923), Klassischer Philologe und Hochschullehrer
- Paul Drude (1863–1906), Physiker
- Alfred Schaper (1863–1905), Anatom, Embryologe und Hochschullehrer
- Robert Teichmüller (1863–1939), Pianist und Hochschullehrer
- Wilhelm Bornhardt (1864–1946), Bergbeamter und Montanhistoriker
- Ricarda Huch (1864–1947), Schriftstellerin, Dichterin und Erzählerin
- Friedrich Natalis (1864–1935), Ingenieur
- Ludwig Probst (1864–1942), Maler und Hochschullehrer
- Adolf Sander (1864–1922), Fotograf, Politiker und Abgeordneter des Sächsischen Landtages
- Hermann Siedentop (1864–1943), Bildhauer und Lehrer an der Kunstgewerbeschule in Braunschweig
- Otto Engelhardt (1866–1936), deutsch-spanischer Ingenieur und Mäzen
- Johann Umlauff von Frankwell (1866–1932), Militärpilot und Kommandant
- Harfen-Agnes, bürgerlicher Name Agnes Schosnoski (1866–1939), Bänkelsängerin und Stadtoriginal
- Erich Körner (1866–1951), Porträtmaler; tätig in Frankfurt am Main und in Braunschweig
- Heinrich von Schulz-Hausmann (1866–1929), Jurist, Verwaltungsbeamter
- Margarete von Vahsel (1866–1922), Opernsängerin
- Wilhelm Graff (1867–1874), Buchhändler und Verleger
- Albert Heine (1867–1949), Schauspieler und Regisseur sowie Direktor des Wiener Burgtheaters
- Heinrich Mack (1867–1945), Historiker und Braunschweiger Stadtarchivar bis 1934
- Egmont Richter (1868–1931), Schauspieler
- Wilhelm Börker (1869–1953), Lehrer, Schriftsteller, Publizist, Heimatforscher und Theaterleiter
- Otto Philipps (1869–1932), Maler, Kunstlehrer und Kunstkritiker
- Friedrich Schaper (1869–1956), Maler und Grafiker
- Eduard Varrentrapp (1869–1928), Konteradmiral
- Georg Westermann (1869–1945), Verleger
- Friedrich Boden (1870–1947), Jurist und Vertreter Braunschweigs beim Bundesrat in Berlin
- Robert Borrmann (1870–1943), Pathologe am Herzoglichen Krankenhaus (Celler Straße)
- Anna Löhr (1870–1955), Malerin, Zeichnerin und Grafikerin

### 1871 bis 1880
- Rudolf Bartels (1871–1946), Admiral des deutschen Kaiserreichs
- Alfred Brunner (1871–1936), Politiker
- Oskar Fehr (1871–1959), Augenarzt
- Gustav Gerecke (1871–1929), Politiker (SPD), braunschweigischer Landesminister
- Hermann Kassebaum (1871–1954), Oberstudienrat und Schriftsteller
- Leo von König (1871–1944), Maler
- Paul Liebergesell (1871–1932), Architekt
- Emil Schomburg (1871–1928), lutherischer Geistlicher und Politiker
- Emil Bartels (1872–1934), Braunschweiger Finanzminister und Präsident der Braunschweigischen Staatsbank
- Otto Bracke (1872–1934), Rechtsanwalt und Notar
- Max Büssing (1872–1934), Maschinenbauingenieur und Unternehmer
- Ludwig von Gerdtell (1872–1954), Theologe und Publizist
- Walter Isendahl (1872–1945), Konteradmiral
- Paul Rehkopf (1872–1949), Schauspieler
- Karl Bock (1873–1940), Maler
- Rudolf Maria Breithaupt (1873–1945), Musikschriftsteller, Komponist und Klavierpädagoge
- Henry Everling (1873–1960), Gold- und Silberschmied, Hamburger Bürgerschaftsabgeordneter, Senator (SPD) sowie Geschäftsführer diverser konsumgenossenschaftlicher Betriebe
- Fritz Flemming (1873–1947), Oboist
- Louis Hähnsen (1873–1939), Politiker
- Friedrich Huch (1873–1913), Schriftsteller
- Rudolf Magnus (1873–1927), Arzt, Pharmakologe und Physiologe
- Walter Nicolai (1873–1947), Offizier und Chef des deutschen Geheimdienstes III b im Ersten Weltkrieg
- Rudolf Wilke (1873–1908), Zeichner und Karikaturist, Mitarbeiter des Simplicissimus
- Richard Borek (1874–1947), Unternehmer
- Hans Henning (1874–?), Germanist, Literaturhistoriker und Lehrer
- Rudolf Heymann (1874–1947), Oberlandesgerichtsrat
- Otto Krone (1874–1957), Lehrer, Maler und Heimatforscher
- Adolph Leineweber (1874–1927), Abgeordneter des Provinziallandtages der Provinz Hessen-Nassau
- Erich Meyer (1874–1927), Mediziner
- Karl Obermeyer (1874–1955), Politiker
- Ferdinand Tutenberg (1874–1956), Gartengestalter
- Georg Bewig (1875–1949), Architekt und Stadtbaurat
- Elfried Bock (1875–1933), Kunsthistoriker
- Georg Kallmeyer (1875–1945), Verleger
- Paul Küchenthal (* 1875), Germanist und Abgeordneter des Provinziallandtages der Provinz Hessen-Nassau
- Oskar Johannes Mehl (1875–1972), evangelischer Theologe und Autor liturgischer und völkischer Publikationen
- Hugo Miehe (1875–1932), Botaniker
- Georg Baesecke (1876–1951), Germanist, Altphilologe, NSDAP-Mitglied, in der NS-Zeit Schwerpunkt Runenkunde, nach Entnazifizierung erneute Professur
- Käthe Buchler (1876–1930), bedeutende Amateurfotografin für die Geschichte des Alltags des Ersten Weltkriegs und Farbfotografie
- Wilhelm Gaus (1876–1953), Chemiker und Industrieller; leitete von 1931 bis 1937 die BASF
- Otto Hübner (1876–1952), Zahnarzt
- Paul Legband (1876–1942), Regisseur und Bühnenbildner
- Willi Schmalbach (1876–1929), Unternehmer
- Bruno Schwarze (1876–1960), Ingenieur und Ministerialbeamter
- Richard Sichler (1876–1952), Unternehmer und Mäzen
- Hermann Wilke (1876–1950), Karikaturist, Zeichner und Grafiker
- Otto Willke (1876–1961), Heimatforscher und Naturschützer
- Wilhelm Buchterkirchen (1877–1959), Polizeipräsident
- Johannes Daubert (1877–1947), Philosoph
- Heinrich Königsdorf (1877–1950), Maler und Jurist
- Frieda Rutgers van der Loeff-Mielziner (1877–1948), deutsch-niederländische Kunstmalerin
- Tilla von Praun (1877–1962), Sozialreformerin und DVP-Politikerin, Mitglied des Braunschweigischen Landtages
- Willi Rimpau (1877–1963), Hygieniker und Mikrobiologe
- Wilhelm Büring (1878–1935), Verlagsredakteur
- Henri Erdmann (1878–1937), Mitglied des Braunschweigischen Landtages, NS-Opfer
- Otto Hahne (1878–1965), Lehrer und Heimatforscher
- Bruno Kaye (1878–1946), Landwirt und Politiker, Landtagsabgeordneter des Freistaates Braunschweig
- Johannes Runge (1878–1949), Leichtathlet, erster Braunschweiger Olympiateilnehmer (1904)
- Richard Schreckhas (1878–1945), Politiker
- Karl Werner (1878–1939), Filmproduzent
- Hermann Gropengießer (1879–1946), Gymnasiallehrer und Prähistoriker
- Paul Koch (1879–1959), Jurist
- Johannes Lieff (1879–1955), parteiloser braunschweigischer Innenminister (1924–27), NSDAP-Mitglied seit 1935, Polizeipräsident (1931–37) und Präsident des braunschweigischen Verwaltungsgerichtshofs (1938–45)
- Hugo Rautmann (1879–1956), Veterinärmediziner
- Willy Röpcke (1879–1945), Richter und Kommunalpolitiker, von 1930 bis 1933 Braunschweigischer Oberlandesgerichtspräsident
- Kurd Semler (1879–1965), Jurist, Politiker (CDU) und von 1952 bis 1954 Braunschweiger Oberbürgermeister
- Willi Steinhof (1879–1967), Fußballspieler und Sportfunktionär
- Wilhelm Voß (1879–1937), Gewerkschaftsführer, Politiker (SPD und USPD), Mitglied des Reichstages
- Erich Wilke (1879–1936), Karikaturist, Zeichner und Radierer
- Ernst Droem (1880–1947), Schriftsteller und Dichter
- Rudolf Gleye (1880–1926), Bauingenieur
- Walter Gutkind (1880–1976), Jurist und Oberverwaltungsgerichtsrat
- Felix Huch (1880–1952), Arzt und Schriftsteller
- Gustav Schmalbach (1880–1931), Unternehmer

### 1881 bis 1890
- Adolf Aronheim (1881–1943), Fußballspieler und NS-Opfer
- Käthe Bewig (1881–1957), Malerin
- Asche von Campe (1881–1953), Politiker
- Carl Müller-Braunschweig (bis 1925/26: Carl Müller; 1881–1958), Philosoph, Psychoanalytiker sowie Funktionär der psychoanalytischen Verbände DPG und DPV
- Willi Wietfeldt (1881–1969), Schauspieler
- Oskar Bangemann (1882 – n. 1942), Holzstecher und Hochschullehrer
- Hermann Basse (1882–1933), Politiker
- Ferdinand Hesse (1882–1964), Journalist, Schriftsteller sowie Theatergründer
- Werner Koech (1882–1963), Architekt
- Rechen-August, bürgerlich: August Tischer (1882–1928), Rechenkünstler und Stadtoriginal
- Wolfgang Sörrensen (1882–1965), Kunsthistoriker
- Alfred Volkland (1882–1944), Finanzbeamter und Politiker, Landtagsabgeordneter des Freistaates Braunschweig
- Ewald Banse (1883–1953), Geograph, Völkerkundler, Orientalist und Schriftsteller, NSDAP-Mitglied, gemäßigtes Frühwerk, Veröffentlichung zahlreicher rassistischer Schriften in der NS-Zeit, Entwicklung einer „Wehrwissenschaft“
- Wilhelm Bormann (1883–1938), Bildhauer
- Eduard Bornschein (1883–1945), Musiklehrer und Komponist
- Elisabeth Huch (1883–1956), Schauspielerin
- Wilhelm Steffens (1883–1970), Lehrer, Historiker und Politiker (DVP)
- Otto Steinmeyer (1883–1947/59), Mediziner
- Friedrich Bretschneider (1884–1952), Politiker
- Bernhard Engelke (1884–1950), Musikwissenschaftler und Hochschullehrer
- Hans Krüger (1884–1945), Verwaltungsjurist, Ministerialrat im Reichsarbeitsministerium
- Paul Lehmann (1884–1964), Altphilologe
- Karl Schulz (1884–1933), Politiker, Gründungsmitglied der KPD
- Rudolf Sievers (1884–1918), Zeichner und Graphiker der Jugendbewegung
- Carl Wolff (1884–1938), Schriftsteller und Kabarettist
- Ernst Bergfeld (1885–1969), Schriftsteller, Beamter und Bibliothekar
- Hermann Fischer (1885–1975), Tierfotograf
- Alexander Grundner-Culemann (1885–1981), Forstmann und Politiker, von 1952 bis 1958 Oberbürgermeister der Stadt Goslar
- Hedwig Hornburg (1885–1975), Malerin und Lehrerin
- Robert Jürgens (1885–1962), Unternehmer
- Otto Lerche (1885–1954), Lehrer und Bibliothekar
- Rudolf Löhr (1885–1945), Politiker (USPD bzw. SPD), braunschweigischer Landesminister 1919
- Burkhard Meier (1885–1946), Kunsthistoriker und Verleger
- Heinrich von Minnigerode (1885–1950), Rechtshistoriker
- Lette Valeska (1885–1985), Fotografin, Malerin und Bildhauerin
- Ernst Will (1885–1950), Jurist und Politiker (CDU)
- Georg Anschütz (1886–1953), Psychologe
- Otto Arpke (1886–1943), Gebrauchsgrafiker
- Fritz Böse (1886–1959), Architekt und Bauforscher
- Walter Bransen (1886–1941), Mediziner, Geiger und Komponist
- Otto Buchmann (1886–unbekannt), Schriftsteller und Dichter
- Rudolf Hartung (1886–1975), Musiker
- Paul Junke (1886–1945), Politiker (SPD), Landtags- und Reichstagsabgeordneter
- Robert Kugelberg (1886–1964), Politiker (SPD), Mitglied des Braunschweigischen Landtages, des Ernannten Braunschweigischen Landtages, des Ernannten Niedersächsischen Landtages und des Niedersächsischen Landtages
- Wilhelm Mewes (1886–1962), Bühnen- und Filmschauspieler
- Kurt Mohr (1886–1973), Maler und Kunstlehrer
- Norbert Regensburger (1886–1933), Rechtsanwalt und Politiker
- Ernst August Roloff (1886–1955), Historiker, Hochschullehrer und Politiker
- Hermann von Salmuth (1886–1924), Verwaltungsjurist
- Gerhard Schliepstein (1886–1963), Künstler
- Bernhard Vollmer (1886–1958), Historiker und Archivar, Direktor des Staatsarchivs Düsseldorf
- Wilhelm Wagner (1886–1976), Mediziner
- Eduard Beber (1887/88–1915), Fußballspieler
- Erra Bognar (1887–1979), Schauspielerin
- Karl Brunke (1887–1906), Mörder
- Anna Klara Fischer (1887–1967), Sozialpolitikerin und Frauenrechtlerin
- Walter Koennecke (1887–1951), Mediziner
- Heinrich Rönneburg (1887–1949), Pädagoge, Verwaltungsbeamter und Politiker (CDU) Mitglied des Parlamentarischen Rates
- Erich Scheyer (1887–1982), Unternehmer und Kunstsammler
- Willy Seidel (1887–1934), Schriftsteller, jüngerer Bruder von Ina Seidel sowie Neffe von Heinrich Seidel
- Hermann von Stutterheim (1887–1959), Jurist und Ministerialbeamter
- Hans Weinert (1887–1967), Anthropologe, teilweise ambivalente Tätigkeiten im Sinne der NS-Rassenhygiene, Hochschullehrer in Kiel
- Fritz Drahn (1888–1960), Veterinärmediziner
- Walther Faber (1888–1945), Konteradmiral
- Werner Fürbringer (1888–1982), Konteradmiral der Kriegsmarine und U-Boot-Kommandant im Ersten Weltkrieg
- Rudolf Lindau (1888–1977), kommunistischer Politiker
- Karl Neuß (1888–1967), Maler und Kunstlehrer
- Richard Queck (1888–1968), Fußballspieler
- Günther Schmid (1888–1949), Botaniker und Goetheforscher
- Mechthildis Thein (1888–1959), Schauspielerin
- Werner Brandes (1889–1968), Kameramann
- Ewald Daub (1889–1946), Kameramann
- Hans Ehlers (1889–1978), lutherischer Pfarrer und Heimatforscher
- Bert Hoppmann (1889–1949), Maler, Bühnen- und Kostümbildner
- Helene Kaisen (1889–1973), Ehefrau des ersten Nachkriegsbürgermeisters Bremens Wilhelm Kaisen
- Galka Scheyer (1889–1945), Malerin, Kunsthändlerin und Kunstsammlerin
- Götz von Seckendorff (1889–1914), Künstler
- Hermann Troppenz (1889–1964), Politiker
- Heinrich Westphal (1889–1945), Architekt
- Joachim von Kortzfleisch (1890–1945), General der Infanterie der Wehrmacht
- Elisabeth Kronseder (1890–1990), Bildhauerin und Malerin
- Paul Leffler (1890–?), SS-Oberführer
- Helene Matthies (1890–1974), Lehrerin und Schriftstellerin
- Adolf Riedel (1890–1914), Paläontologe
- Bruno Schulz (1890–1958), Erbbiologe und Psychiater, lehnte die NS-Sterilisierungspolitik ab
- Albert Trapp (1890–1966), Pädagoge, Hochschullehrer, Schriftsteller und Historiograf

### 1891 bis 1900
- Anna Beddies (1891–1976), Gewerkschafterin und Politikerin
- Friedrich Bergmann (1891–1945), Jurist und Kreisdirektor
- Klemens Brancaglio (1891–nach 1945), Jurist und Verwaltungsbeamter
- Stephan Luther (1891–1944), Unternehmer
- Wilhelm Sandfuchs (1891–1969), Lehrer und Schriftsteller
- Hildegard Sauerbier (1891–1976), Leiterin des Stadtgymnasiums Detmold
- Alfred Staats (1891–1915), Turner
- Otto Thielemann (1891–1938), Zeitungsredakteur und Politiker (USPD, SPD) 1924–1933 Landtagsabgeordneter, Mitglied im Reichsbanner Schwarz-Rot-Gold, aktiver Gegner des Nationalsozialismus
- Gertrude van Tijn (1891–1974), Sozialarbeiterin und Helferin für jüdische Flüchtlinge
- Karl Theodor Uhlisch (1891–1958), Hobbykomponist
- Wilhelm Busch (1892–1967), Chemiker und Bergwerksdirektor
- Gerhard von Frankenberg (1892–1969), Zoologe, sozialdemokratischer Politiker, Landtagsabgeordneter des Freistaates Braunschweig und aktiver Monist
- Robert Gehrke (1892–1972), Politiker
- Otto Harder (1892–1956), Fußballspieler und Aufseher in Konzentrationslagern
- Hanns Löhr (1892–1982), Komponist der Unterhaltungsmusik
- Otto Ralfs (1892–1955), bedeutender Sammler von Kunst der Klassischen Moderne in Braunschweig, verheiratet mit Käte Ralfs, Förderin der modernen Kunst in Braunschweig
- Theodor Müller (1892–1968), Geograph und Heimatforscher
- Ernst Sagebiel (1892–1970), Architekt
- Willi Warschowske (1892–1961), Maler
- Hans Constantin Boden (1893–1970), Wirtschaftsmanager
- Herbert Derwein, bis 1926 Herbert Levin (1893–1961), Historiker und Stadtarchivar der Stadt Heidelberg
- Ernst Elster (1893–1964), Maler und Lithograf
- Käthe Evers (1893–1918), Malerin
- Karl Lange (1893–1983), Historiker und Schulleiter
- Willy Maertens (1893–1967), Schauspieler, Theaterregisseur, Theaterintendant und Schauspiellehrer am Thalia Theater (Hamburg)
- Heinz Mollenhauer (1893–1977), Rechtsanwalt, Heimatforscher und Politiker
- Paul Redlich (1893–1944), Politiker
- Kurt Reidemeister (1893–1971), Mathematiker und Hochschullehrer, Gegner des Nationalsozialismus
- Wilhelm Schrader (1893–1978), Heimatforscher, Publizist und Verleger
- Franz Wenzler (1893–1942), Theaterschauspieler, Theater- und Filmregisseur
- Karl Beckurts (1894–1952), Rüstungsmanager
- Elsa Daubert (1894–1972), Malerin
- Rose Gerisch (1894–1955), Politikerin und Abgeordnete (SPD, SED)
- Otto Grotewohl (1894–1964), Politiker, zunächst der SPD, ab 1946 der SED; von 1949 bis 1964 Ministerpräsident der DDR
- Harry Hoppe (1894–1969), Generalleutnant der Wehrmacht
- Philipp Klepp (1894–1958), Politiker
- Gustav Rüggeberg (1894–1961), Maler, Grafiker, Illustrator und Hochschullehrer
- Annemarie Seidel (1894–1959), Schauspielerin
- Theodor Stiebel (1894–1960), Unternehmer
- Hildegard Wall (1894–1980), Schauspielerin
- Paul Wiese (1894–1977), Musiker
- Willi Clahes (1895–1948), Jurist und NS-Verbrecher
- Karl Fiehler (1895–1969), Politiker der NSDAP, SS-Obergruppenführer und Münchner Oberbürgermeister von 1933 bis 1945
- Hans-Joachim Fouquet (1895–1944), Generalmajor
- Hans Grahl (1895–1966), Opernsänger
- Otto Jürgens (1895–1979), lutherischer Theologe
- Hermann Mitgau (1895–1980), Soziologe und Genealoge
- Hans Oppermann (1895–1982), Klassischer Philologe, Universitätsprofessor
- Erich Schneider (1895–1959), Mitglied des Ernannten Braunschweigischen Landtages
- Paul Sievert (1895–1988), Geher und Olympiateilnehmer
- Richard Voigt (1895–1970), Lehrer, Politiker (SPD) seit der Weimarer Republik, zwei Amtsperioden Kultusminister von Niedersachsen
- Fritz Wagener (1895–1965), Politiker
- Otto Benecke (1896–1964), Kulturpolitiker
- Erich Bührig (1896–1959), Gewerkschaftsfunktionär, Politiker und Widerstandskämpfer gegen das NS-Regime
- Fritz Hartmann (1896–1974), Politiker und Oberbürgermeister von Salzgitter
- Hans Kaempfer (1896–1974), Schriftsteller und literarischer Übersetzer
- Werner Kraft (1896–1991), Bibliothekar, Literaturwissenschaftler und Schriftsteller
- Willi Müller (1896–1964), Politiker, Bürgermeister von Bad Sachsa
- Gerhard Rosenkranz (1896–1983), evangelischer Theologe, Missionswissenschaftler, Religionswissenschaftler und Hochschullehrer
- Schlomo Friedrich Rülf (1896–1976), deutsch-israelischer Rabbiner und Schriftsteller
- Heinrich Schmitz (1896–1948), Mediziner, Arzt im Konzentrationslager Flossenbürg
- Kurt Thiele (1896–1969), NSDAP-Politiker, Mitglied des Reichstages
- Kurt Bertram (1897–1973), Politiker (NSDAP)
- Friedrich Boetzel (1897–1969), Brigadegeneral
- Ilse Esdorn (1897–1985), Agrikulturbotanikerin und Hochschullehrerin
- Helmut Meier (1897–1973), Germanist
- Kuno Rieke (1897–1945), SPD-Politiker und Präsident des Braunschweigischen Landtages von 1930 bis 1933, starb im KZ Dachau
- Louis Tronnier (1897–1952), Generalmajor
- Walter Troppenz (1897–1974), Erfinder, Schriftsteller und Journalist; veröffentlichte in der Weimarer Republik Arbeiterliteratur und -Bühnenstücke, in der NS-Zeit unter Pseudonym Kriminalromane und Science Fiction
- Solms Wilhelm Wittig (1897–1968), Bauingenieur, Hochschullehrer, Unternehmer, verurteilter Kriegsverbrecher
- Ernst Dreykluft (1898–1946), Jurist und Landrat
- Arthur Krull (1898–1964), Politiker
- Marie Neurath (1898–1986), Illustratorin
- Walter Oehler (1898–1985), Klempnermeister und Präsident der Handwerkskammer Braunschweig, Ehrenbürger der Stadt
- Erich Pfeiffer (1898–1965), Kunsthändler
- Franz Rosenbruch (1898–1958), SPD-Politiker
- Ernst Sander (1898–1976), Schriftsteller und Übersetzer
- Georg Schraepel (1898–1969), Jurist und Chef des Personalamtes im Reichssicherheitshauptamt
- Rudolf Dörrier (1899–2002), Historiker und Publizist
- Rudolf Fricke (1899–1981), Grafiker und Braunschweiger Heimatforscher
- Siegfried Hasenjäger (1899–1970), Bauingenieur
- Ihno Krumpelt (1899–1984), Generalstabsoffizier, Richter und Militärwissenschaftler
- Ernst Lehnig (1899–1951), Politiker
- Herbert Munte (1899–1961), Unternehmer und Manager
- Günter Ralfs (1899–1960), Philosoph
- Rudolf Wiesener (1899–1972), Politiker
- Adolf Wolf (1899–1973), Generalmajor der Luftwaffe der Wehrmacht
- Adolf Beiß (1900–1981), Germanist, Schriftsteller und Hochschullehrer an der PH Braunschweig
- Ernst Fritz Fürbringer (1900–1988), Theater-, Filmschauspieler und Synchronsprecher
- Thilo Maatsch (1900–1983), Maler, Bildhauer der Abstraktion und Vertreter des Konstruktivismus
- Leo Regener (1900–1975), Schulpolitiker, Gewerkschafter und Pädagoge
- Leopold Reidemeister (1900–1987), Kunsthistoriker und Generaldirektor der Staatlichen Museen in West-Berlin
- Wilhelm Schlüter (1900–1976), Politiker (SPD), Bürgermeister und Ehrenbürger von Klein Stöckheim, 1955–67 Mitglied des Niedersächsischen Landtages, 1961–63 Landrat des Landkreises Braunschweig
- Willy Steinmetz (1900–1969), Ingenieur, Unternehmer und Politiker
- Richard Uhden (1900–1939), Geograph

## 20. Jahrhundert

### 1901 bis 1910
- Kurt Borchers (1901–1970), Forstmann und Verwaltungsbeamter
- Walter Diederichs (1901–1982), Bürgermeister der Kreisstadt Helmstedt und Kreisdirektor
- Kurt Hassebrauk (1901–1983), Phytomediziner
- Gustav Knuth (1901–1987), Schauspieler
- Hermann Lagershausen (1901–1977), Ingenieurwissenschaftler
- Willy Lages (1901–1971), SS-Sturmbannführer; mitverantwortlich für die Deportation von Juden aus den Niederlanden
- Carl Momberg (1901–1988), Opernsänger und Regisseur am Staatstheater Braunschweig
- Franz Pöpel (1901–1990), Ingenieurwissenschaftler
- Franz Zwilgmeyer (1901–1995), Jurist und Soziologe
- Gerhard Bohne (1902–1981), Jurist, SS-Hauptsturmführer, juristischer Organisator der mit der Durchführung der nationalsozialistischen „Euthanasie“-Morde („Aktion T4“) beauftragten Zentraldienststelle
- Gerhard Clages (1902–1944), SS-Hauptsturmführer
- Erich Eggeling (1902–1984), Journalist
- Helene Gehse (1902–1982), Politikerin
- Werner Hofmeister (1902–1984), Politiker (CDU), niedersächsischer Justizminister, 1955 bis 1957 Landtagspräsident
- Walter Neum (1902–1976), NSDAP-Bürgermeister von Swinemünde und SS-Obersturmbannführer
- Heinrich Rodenstein (1902–1980), Pädagoge und Hochschullehrer
- Wolfgang Scheffler (1902–1992), Kunsthistoriker
- Otto Bennemann (1903–2003), Politiker
- Friedrich-Wilhelm Holland (1903–1979), Jurist, Präsident des Niedersächsischen Staatsgerichtshofs
- Friedrich Kalbfuß (1903–1945), Dramatiker, Bühnenbildner und Lyriker
- Max Mengeringhausen (1903–1988), Ingenieur
- Reinhold Mercker (1903–1996), Politiker
- Walter Schulze (1903–1980), Lehrer, Schulrat und Erwachsenenbildner
- Egmont Witten (1903–1989), Richter
- Gerhard Landmann (1904–1933), Kaufmann und SS-Mann
- Karl Gerke (1904–2002), Geodät
- Hanna Kiep (1904–1979), Juristin, Diplomatin und Funktionärin des DRK
- Richard Maatsch (1904–1992), Pflanzenbiologe und Sachbuchautor für Zierpflanzenbau
- Wilhelm Bornstedt (1905–1987), Gymnasiallehrer und von 1974 bis 1983 Stadtheimatpfleger von Braunschweig
- Wilhelm Budde (1905–1993), Kapitän zur See der Bundesmarine
- Wilhelm Hirte (1905–1986), Jurist, Ankläger des Sondergerichts Braunschweig
- Hans Henning Jordan (1905–1979), Gamben-, Gitarren- und insbesondere Lautenbauer in Markneukirchen/Vogtland
- Wilhelm Keune (1905–1974), Unternehmer und Politiker (FDP), 1947–49 niedersächsisches MdL
- A. Artur Kuhnert (1905–1958), Schriftsteller und Drehbuchautor
- Walter Solmitz (1905–1962), Philosoph und Hochschullehrer
- Karl Sommer (1905–1943), Maler
- Everhard Westermann (1905–1973), Verleger
- Kurd E. Heyne (1906–1961), Schauspieler, Regisseur, Kabarettist und Autor
- Walter Moser (1906–1975), deutscher Verwaltungsbeamter
- Bruno Balke (1907–1999), Physiologe
- Karl Dötzer (1907–nach 1966), Jurist
- Gert Emil Hans Munte (1907–1985), Bauunternehmer
- Friedrich Oetinger (1907–1986), Verleger, „Verlag Friedrich Oetinger“
- Walter Schmidt (1907–1997), Ingenieur und Politiker (SPD)
- Hans Eberhardt (1908–1999), Archivar und Historiker
- Wolfgang Engels (1908–1983), Schauspieler, Theaterleiter, Hörspiel- und Synchronsprecher
- Werner Flechsig (1908–1988), Sprach-, Mundart- und Namenforscher, Volkskundler und Musikwissenschaftler
- Heinrich Illers (1908–1986), Jurist, SS-Hauptsturmführer im Sicherheitsdienst und nach 1945 Senatspräsident des Landessozialgerichts Niedersachsen
- Günter Mahlmann (1908–1975), Fußballtrainer
- Oswald Schäfer (1908–1991), Jurist und SS-Führer
- Willy Witte (1908–1998), Schauspieler
- Hansjoachim Ziem (1908–1995), Verkehrsingenieur
- Otto Antrick (1909–1984), Politikwissenschaftler
- Alfred Kubel (1909–1999), Politiker (SPD), ab Januar 1946 Ministerpräsident des Landes Braunschweig, von 1970 bis 1976 Ministerpräsident des Landes Niedersachsen
- Hans-Adolf Schultz (1909–1990), Archäologe und Historiker
- Heinz Wolff (1909–1993), Architekt und Stadtplaner in Braunschweig, Oberkonservator in Hannover
- Edith Reinowski (1910–2003), Politikerin (SPD)
- Heinz Schrader (1910–1990), Maschinenbauingenieur, Professor für Strömungsmaschinen, Gründungsrektor der Hochschule für Schwermaschinenbau Magdeburg

### 1911 bis 1920
- Walter Dötzer (1911–nach 1956), Hygieniker und SS-Arzt, Beteiligung an Menschen-Versuchen im Konzentrationslager Buchenwald
- Herbert Kirchhoff (1911–1988), Szenenbildner bei Bühne, Film und Fernsehen
- Peter Lufft (1911–1997), Maler und Fotograf, Kunst- und Theaterkritiker, Publizist und Galerist
- Rolf Rosenthal (1911–1947), Gynäkologe, als SS-Obersturmführer in mehreren Konzentrationslagern tätig; 1947 zum Tode verurteilt und hingerichtet
- Gotthard Schmidtke (1911–2000), Musikkritiker
- Norbert Schultze (1911–2002), Komponist (u. a. von Lili Marleen; Nimm’ mich mit, Kapitän, auf die Reise; Opern u. a. Schwarzer Peter, Das kalte Herz) und Dirigent; in der NS-Zeit Komponist zahlreicher Kriegs- und Propagandalieder
- Heinz Tobien (1911–1993), Paläontologe
- Max Wedemeyer (1911–1994), Theologe und Schriftsteller
- Helmut Beumann (1912–1995), Historiker
- Kurt Seeleke (1912–2000), Kunsthistoriker und von 1939 bis 1960 Landeskonservator und somit oberster Denkmalschützer des Landes Braunschweig
- Hannes Westermann (1912–1989), Architekt
- Rolf Denecke (1913–1999), Schriftsteller und Kulturwissenschaftler
- Fritz Eggeling (1913–1966), Architekt und Stadtplaner
- Dietrich Mack (1913–2001), Oberstudiendirektor, s. a. Bürgermedaille der Stadt Braunschweig, verliehen 1997
- Günther Müller-Stöckheim (1913–1943), Marineoffizier der Reichsmarine und der Kriegsmarine vor und während des Zweiten Weltkriegs
- Hans-Georg Steltzer (1913–1987), Diplomat und Autor
- Artur Wiswedel (1913–1989), Bauunternehmer, Ratsherr (FDP), Bürgermeister und Mäzen
- Gudrun Genest (1914–2013), Schauspielerin und Synchronsprecherin
- Ernst August von Hannover (1914–1987), Oberhaupt des Hauses Hannover
- Hans Meyerhoff (1914–1965), US-amerikanischer Philosoph deutscher Herkunft
- Georg Wilhelm von Hannover (1915–2006), Jurist, Schulleiter Schloss Salem und Sportfunktionär
- Friedrich-Wilhelm Heel (1915–2001), Brigadegeneral des Heeres der Bundeswehr
- Heino Messerschmidt (eigentlich Heinz Hartwig Messerschmidt; 1915–1990), Tierzüchter und Verwaltungslandwirt
- Rolf Romero (1915–2002), Architekt und Architekturhistoriker
- Dietrich Willikens (1915–2004), Generalleutnant der Bundeswehr und Bundesgeschäftsführer der Johanniter-Unfall-Hilfe
- Klaus Flesche (1917–1997), Architekt und Industrie-Designer
- Wolfgang Trapp (1918–2003), Ingenieur, Fernmelde- und Hochfrequenztechniker
- Axel von dem Bussche (1919–1993), Offizier und Widerstandskämpfer des 20. Juli 1944
- Gerda Gmelin (1919–2003), Theaterintendantin und Schauspielerin
- Gert Omar Leutner (1919–1995), Intendant, Dramaturg, Theaterleiter, Synchronregisseur und -autor
- Edda Seippel (1919–1993), Schauspielerin
- Thilo Vogelsang (1919–1978), Historiker, stellvertretender Leiter des Instituts für Zeitgeschichte
- Gerd Burtchen (1920–1959), Karikaturist, Maler und Grafiker
- Oskar George (1920–1981), Gewerkschafter
- Kurt Grobe (1920–1987), Politiker, Landrat des Kreises Hildesheim-Marienburg, Bürgermeister der Stadt Laatzen
- Elisabeth Müller-Luckmann (1920–2012), Psychologin, Kriminologin, 1946–99 als Gerichtsgutachterin in aufsehenerregenden Strafprozessen tätig, viele Jahre Vorsitzende der Deutschen Gesellschaft für Sexualforschung, Mitglied der von der Bundesregierung eingesetzten „Gewaltkommission“
- Rolf Rohrberg (1920–1976), Fußballspieler und -trainer
- Hans Rose (1920–2005), Landwirt und Politiker (CDU), Mitglied des Niedersächsischen Landtages
- Klaus Strobach (1920–2004), Geophysiker
- Rolf Tasna (1920–1997), Schauspieler

### 1921 bis 1930
- Friedrich Jelpke (1921–1983), Architekt und Landesplaner
- Ulrich Koch (1921–1996), Bratschist
- Reinhard Tausch (1921–2013), Psychologe
- Hans Winter (1921–1999), Maschinenbauingenieur und Hochschullehrer
- Karl-Richard Jauns (1922–1990), Künstler
- Heyno Beddig (1923–1994), Künstler
- Ricarda Jacobi (1923–2020), Porträtmalerin
- Wolfgang Köhler (1923–2003), Komponist und Organist
- Otto Schwerdt (1923–2007), Autor
- Heinz Both (1924–2010), Musiker, Bandleader und Musikpädagoge
- Kurt Hoffmeister (1924–2020), Historiker
- Günther Leue (1924–2010), Managementberater und Unternehmer
- Helmut Lipfert (1924–2008), Wirtschaftswissenschaftler
- Horst Loebe (1924–2014), Schauspieler und Regisseur
- Arnold Daidalos Wande (1924–1990), Maler und Grafiker
- Horst Geffers (1925–2015), Konteradmiral der Bundesmarine
- Doris Grimm (1925–2007), Apothekerin und Fachautorin
- Wolfgang Horn (1925–2018), Gartenbauwissenschaftler, Zierpflanzenzüchter und Hochschullehrer
- Klaus Nennecke (1925–2016), Brigadegeneral
- Peter Voigt (1925–1990), Maler, Grafiker und Hochschullehrer; von 1967 bis 1972 erster Rektor der Hochschule für Bildende Künste Braunschweig
- Günter Wagner (1925–1997), Kinder- und Jugendbuchautor, Volks- und Hauptschullehrer sowie Dozent
- Ellinor Wohlfeil (1925–2022), Schriftstellerin
- Henning Kößler (1926–2014), Philosoph
- Bernhard Ließ (1926–2011), Oberbürgermeister 1964–72
- Günter Mast (1926–2011), Unternehmer
- Ernst-August Roloff (1926–2017), Historiker und Politikwissenschaftler
- Hans-Georg Unger (1926–2022), Ingenieur und Hochschullehrer
- Sigrid Daub (1927–2020), Religionspädagogin und Übersetzerin
- Berthold Gockell (1927–2006), Architekt und Hochschullehrer
- Friedrich Höse (1927–2023), Jurist
- Horst Leuchtmann (1927–2007), Musikwissenschaftler
- Karl-Heinz Meyer (1927–1996), Maler, Grafiker und Illustrator
- Albrecht Müller-Schöll (1927–1997), Geograph und Pädagoge
- Renate Reiche (1927–2021), Schauspielerin
- Hans-Joachim Schilling (* 1927), Jurist
- Werner Ditzinger (1928–2016), Schwimmer
- Dieter Frielinghaus (1928–2024), evangelisch-reformierter Pastor, Friedensaktivist und Publizist; Mitglied der DKP
- Renate von Gizycki (* 1928), Ethnologin, Südseeforscherin, Lyrikerin und Übersetzerin
- Joachim Grünhagen (1928–2016), Schriftsteller und Lyriker
- Rudolf Heitefuß (1928–2020), Phytomediziner
- Günter Raulf (1928–2015), Generalleutnant der Luftwaffe der Bundeswehr
- Horst Reller (1928–2017), Theologe und Oberkirchenrat
- Johannes Rüber (1928–2018), Schriftsteller und Dichter
- Bodo Schrader (1928–2018), Geodät und Hochschullehrer
- Günter Spur (1928–2013), Ingenieurwissenschaftler, emeritierter Universitätsprofessor
- Kurt F. K. Franke (1929–2005), Geschichtsdidaktiker, Hochschullehrer
- Günter Gaus (1929–2004), Journalist, Publizist, Diplomat und Politiker; von 1974 bis 1981 Leiter der Ständigen Vertretung der Bundesrepublik in der DDR
- Hermann Meyer-Hartmann (1929–2020), Journalist und Publizist
- Frank Tachau (1929–2010), US-amerikanischer Politikwissenschaftler
- Günter Warnecke (* 1929), Meteorologe
- Gerd Wedler (1929–2008), Chemiker
- Adalbert von der Recke (* 1930), Generalmajor a. D. der Bundeswehr
- Ulrich Thein (1930–1995), Schauspieler, Regisseur, Drehbuchautor, Synchron- und Hörspielsprecher
- Karl Traupe (1930–2023), Assessor jur., Hauptgeschäftsführer der früheren Handwerkskammer Braunschweig und Autor
- Ulrich Trinks (1930–2008), österreichischer Historiker, Erwachsenenbildner und langjähriger Leiter der Evangelischen Akademie Wien

### 1931 bis 1940
- Dieter Blötz (1931–1987), SPD-Politiker und Vizepräsident des Bundesnachrichtendienstes
- Joachim Clemens (1931–2018), Jurist und Politiker (CDU)
- Günther Brockmann (1931–2018), Münz- und Antiquitätenhändler
- Helmut Frielinghaus (1931–2012), Übersetzer
- Heiner Herbst (* 1931), Politiker, MdL Niedersachsens
- Werner Knopp (1931–2019), Jurist, von 1977 bis 1998 Präsident der Stiftung Preußischer Kulturbesitz
- Heinz Oberbeck (1931–1995), Leichtathlet
- Ulrich Everling (1932–2018), Basketballspieler und Sportjournalist
- Heinz Junghans (* 1932), Jazzmusiker und Chirurg
- Christiane Kubrick (* 1932 als Christiane Susanne Harlan), Malerin und Schauspielerin
- Horst Müller (1932–2016), Buchhändler, Autor und Verleger
- Dieter Zeh (1932–2018), Theoretischer Physiker
- Werner Deich (1933–2023), Historiker und Hochschullehrer
- Karl Heinrich Greune, bekannt als KH Greune (1933–2023), Maler und Grafiker
- Wolfgang Höper (1933–2020), Schauspieler
- Georg Michael Kalvius (1933–2021), Physiker
- Jürgen Meyer (* 1933), Akustikexperte
- Albert Schmidt (* 1933), Landschaftsarchitekt und Hochschullehrer
- Hannelore Blumenberg (* 1934), Hockeyspielerin
- Klaus Dieter Meischner (1934–2012), Geologe und Paläontologe
- Günter Schwannecke (1934–1992), Maler
- Hans-Jürgen Warnecke (1934–2019), Wissenschaftler und von 1993 bis 2002 Präsident der Fraunhofer-Gesellschaft
- Hartmut Bossel (* 1935), Umweltforscher und Systemwissenschaftler
- Raimund Germershausen (1935–1997), Ingenieur und Manager
- Hans-Günter Goldbeck-Löwe (* 1935), Journalist und Verleger
- Jürgen Linde (* 1935), Jurist, Verwaltungsbeamter und Politiker
- Heinz Mayr (* 1935), Leichtathlet
- Manfred-Carl Schinkel (1935–2014), Richter
- Halwart Schrader (* 1935), Journalist, Automobilhistoriker und Autor
- Norbert Thoss (1935–2021), Architekt und Bildhauer
- Jürgen Blänsdorf (* 1936), Altphilologe
- Ulf Bossel (* 1936), Maschinenbauingenieur und Unternehmer
- Jörgen Bracker (* 1936), Historiker und Archäologe
- Hansgeorg Förster (1936–2018), Mineraloge
- Klaus Koenig (* 1936), Pianist des Modern Jazz und Tonmeister
- Ulrich Profitlich (* 1936), Literaturwissenschaftler
- Hans Wiesen (1936–2013), Agraringenieur und Politiker (SPD)
- Gerd Winner (* 1936), Künstler
- Adolf Bannier (* 1937), Politiker
- Sigrid Brunk (* 1937), Schriftstellerin
- Dirk Dirksen (1937–2006), Musikpromoter
- Willi Giesemann (1937–2024), Fußballspieler
- Ekkehard Lieberam (* 1937), Staatsrechtler und Publizist
- Klaus Meyer (1937–2014), Fußballspieler
- Gert Pinkernell (1937–2017), emeritierter Romanist und Literaturwissenschaftler an der Bergischen Universität Wuppertal
- Gottfried Seebaß (1937–2008), Kirchenhistoriker
- Reinhart Staats (* 1937), Kirchenhistoriker
- Heinz Wagner (1937–2008), Rechtswissenschaftler
- Hubert Wiedfeld (1937–2013), Schriftsteller
- Jochem Erlemann (1938–2009), Anlage-Experte
- Henning Genz (1938–2006), Elementarteilchenphysiker
- Richard Hartwig (1938–2025), Basketballfunktionär
- Jürgen Hodemacher (* 1938), Journalist und Publizist
- Ernst-Henning Jahn (1938–2023), Politiker (CDU)
- Christian Link (* 1938), Theologe
- Wolfgang Meibeyer (* 1938), Geograph
- Gerhard O. Michler (* 1938), Mathematiker
- Oda Mielenhausen (1938–2010), Tischtennisspielerin
- Eckhard Schimpf (* 1938), Journalist, Buchautor und Motorsportler
- Udo Vetter (1938–2023), Mathematiker und Lehrstuhlinhaber an der Universität Osnabrück[2]
- Jürgen Wolf (1938–2014), Cellist, Dirigent und Musikpädagoge
- Joachim von Bargen (* 1939), Richter
- Joachim Bäse (1939–2020), Fußballspieler (1959–73 Libero und Mittelfeldspieler) und einer der „Rekordspieler“ bei Eintracht Braunschweig
- Wolfgang Brase (* 1939), Fußballspieler
- Hans Ebeling (* 1939), Philosoph
- Uwe Friesel (* 1939), Schriftsteller
- Manfred Göthert (1939–2019), deutscher Arzt und Pharmakologe
- Bernd-Ulrich Kettner (1939–2023), Linguist
- Eckhard Kutter (1939–2020), Bauingenieur und Verkehrswissenschaftler
- Bodo Lecke (1939–2018), Germanist und Erziehungswissenschaftler
- Rolf Ocken (* 1939), Generalmajor des Heeres der Bundeswehr
- Wolfgang Sternstein (* 1939), Friedens- und Konfliktforscher
- Heiko Steuer (* 1939), Mittelalterarchäologe
- Heinz Stübig (1939–2021), Erziehungswissenschaftler und Hochschullehrer
- Jürgen Vahlberg (* 1939), Unternehmer und Politiker
- Kurt Ahrens (* 1940), Automobilrennfahrer
- Helmut Barié (* 1940), evangelischer Theologe und Prälat der Evangelischen Landeskirche in Baden
- Horst Brunner (* 1940), Altgermanist
- Irmela Bues (* 1940), Astronomin und Hochschullehrerin
- Wolfgang Grzyb (1940–2004), Fußballspieler
- Berndt Lüderitz (1940–2021), Kardiologe
- Friedrich van Nispen (1940–2014), Jurist und Politiker (FDP), Bremer Innensenator
- Joachim Preen (1940–1984), Regisseur
- Christoph Rinser (1940–2024), Autor und Übersetzer
- Gudrun Scholz (* 1940), Hockeyspielerin
- Rolf Dietrich Schwartz (1940–2019), Journalist und Autor
- Ute Karen Seggelke (* 1940), Fotografin
- Joachim Spiering (1940–2023), General a. D. der Bundeswehr

### 1941 bis 1950
- Götz Bernau (* 1941), Geiger, Musikforscher, -pädagoge und -publizist
- Eva-Maria Bundschuh (* 1941), Opernsängerin
- Manfred R. W. Garzmann (* 1941), Historiker und Archivar
- Christine Goertz (* 1941), Politikerin
- Joachim Hall (* 1941), Schauspieler, Regisseur und Puppenspieler
- Ulrich Kattmann (* 1941), Biologe
- Armin Kraft (1941–2022), Theologe, Domprediger und Propst
- Rainer Mordmüller (* 1941), Maler und Grafiker
- Emely Reuer (1941–1981), Schauspielerin, Hörspiel- und Synchronsprecherin
- Gert Rickheit (1941–2011), Kognitionswissenschaftler und Linguist
- Gudrun Schmidt-Kärner (* 1941), Musikpädagogin, Hochschullehrerin
- Bernd Spillner (1941–2023), Linguist
- Klaus Stümpel (1941–2015), bildender Künstler
- Wolf-Dietrich Bald (1942–2004), Anglist, Sprachwissenschaftler und Hochschullehrer
- Fritz Bettelhäuser (* 1942), Gewerkschafter, Künstler und Metallarbeiter
- Bernd Effe (1942–2023), Altphilologe
- Wolfgang Kryszohn (1942–2023), Journalist
- Marianne Rodenstein (* 1942), Soziologin
- Wolfgang Riedel (* 1942), Geograph, Geomorphologe und Hochschullehrer
- Johann-Karl Schmidt (* 1942), Kunsthistoriker, Museumsdirektor; Gründungsdirektor des Kunstmuseums Stuttgart
- Rolf Thiele (* 1942), Künstler und Hochschullehrer
- Michael Thomas (1942–1991), Schauspieler und Hörspielsprecher
- Werner Vogel (1942–2022), Kartograf
- Klaus Volkert (* 1942), Gewerkschafter, als Betriebsratsvorsitzender verwickelt in die VW-Korruptionsaffäre
- Gerd Wolter (1942–2019), Schauspieler, Autor und Kommunalpolitiker
- Friedrich Beese (* 1943), Forstwissenschaftler
- Marlis Dürkop-Leptihn (* 1943), Soziologin und Politikerin
- Hermann Grewer (* 1943), Spediteur
- Jochen Herling (1943–2021), Fotograf
- Horst Hischer (* 1943), Mathematikprofessor
- Hubert Kaufhold (* 1943), Rechtswissenschaftler und Orientalist
- Karin Kersten (* 1943), Schriftstellerin und Übersetzerin
- Jürgen Krieghoff (1943–2019), Diplomat, 2004–06 Generalkonsul der Bundesrepublik Deutschland in Neapel, 2006–08 deutscher Botschafter in Saudi-Arabien
- Gerd-Rüdiger Lang (1943–2023), Uhrmacher, Unternehmer und Gründer von Chronoswiss
- Giseltraud Otten (* 1943), Richterin am Bundesgerichtshof
- Karl-Heinz Quast (* 1943), Brigadegeneral der Bundeswehr
- Ulrich Rüß (* 1943), Theologe
- Tilmann Schmidt (1943–2022), Historiker
- Wolfgang Bochow (1944–2017), Badmintonspieler
- Hannes Lichte (* 1944), Physiker
- Ulrich Schwarz (* 1944), Historiker und Archivar
- Vollrad Kutscher (* 1945), Künstler
- Leyla Onur, geborene Akdag (* 1945), Lehrerin und Politikerin (SPD), 1989–1994 erste deutsche Abgeordnete türkischer Abstammung im Europaparlament, 1994–2002 Bundestagsabgeordnete
- Jochen H. H. Ehrich (* 1946), Mediziner
- Harald Haarmann (* 1946), Sprach- und Kulturwissenschaftler
- Wilfried Herget (* 1946), Mathematiker
- Hans-Joachim Körber (* 1946), Manager, 2001–07 Vorstandsvorsitzender der Metro AG
- Volker Rittner (* 1946), Sportsoziologe
- Detlef Sendzik (1946–2013), Maler
- Hans-Joachim Simm (* 1946), Schriftsteller und Herausgeber
- Rainer Slotta (* 1946), Industriearchäologe, Direktor des Deutschen Bergbau-Museums Bochum
- Manfred Voigts (1946–2019), Germanist und Judaist
- Hans-Hermann Dickhuth (* 1947), Sportmediziner
- Karl Duschek (1947–2011), Grafikdesigner und Verleger
- Wolfgang Gaebel (* 1947), Psychiater
- Hans-Detlef Hoffmann (* 1947), lutherischer Theologe, Vizepräsident im Landeskirchenamt der Evangelischen Kirche in Westfalen
- Georg Jarzembowski (* 1947), Politiker
- Henning Kagermann (* 1947), SAP-Manager
- Heidi Knetsch (* 1947), Hörspielautorin
- Birgit Pollmann (1947–1994), Hochschullehrerin und Politikerin
- Hans-Günther Beyerstedt (* 1948), Schornsteinfeger
- Michael Borgolte (* 1948), Historiker
- Dietmar Brandes (* 1948), Botaniker
- Jaro Deppe (* 1948), Fußballspieler
- Gerd Eckelmann (* 1948), Unternehmer
- Lutz von der Heide (1948–2020), Politiker (CDU), Mitglied des Landtags von Niedersachsen
- Arnold Knigge (* 1948), Jurist und Staatsrat
- Rolf-Dieter Müller (* 1948), Militärhistoriker
- Klaus Schaper (1948–1966), Opfer an der innerdeutschen Grenze
- Dieter Schidor (1948–1987), Schauspieler
- Reinhard Wendemuth (* 1948), Ruderer
- Manuel Werner (* 1948), Fernsehschaffender
- Robert Bergmann (* 1949), General
- Klaus-Dieter Bieler (* 1949), Leichtathlet
- Jürgen Buchheister (1949–2020), Politiker (SPD)
- Wolfgang Dramsch (* 1949), Fußballspieler
- Karin M. Eichhoff-Cyrus (* 1949), Linguistin
- Harald Fricke (1949–2012), Literaturwissenschaftler
- Bettina Gransow (* 1949), Sinologin
- Sabine Hass (1949–1999),  Opernsängerin
- Joachim Hempel (* 16. März 1949), Theologe, Domprediger am Dom St. Blasii
- Uwe Hinrichs (* 1949), Slawist, Linguist und Hochschullehrer
- Friedrich Hofmann (1949–2018), Mediziner, Hochschullehrer und Autor
- Rainer Hunold (* 1949), Schauspieler
- Kaspar Kraemer (* 1949), Präsident des Bundes Deutscher Architekten (BDA)
- Reiner Morell (* 1949), Diplomat
- Jörg Neugebauer (* 1949), Lyriker
- Thomas Ostwald (* 1949), Literaturwissenschaftler, Autor und Verleger
- Albrecht Bertram (* 1950), Ingenieurwissenschaftler
- Henning Binnewies (* 1950), Politiker (SPD), Oberbürgermeister von Goslar
- Hans-Gerhard Husung (* 1950), Bildungsmanager
- Christiane Fellbaum (* 1950), Linguistin
- Uwe John (1950–2008), Politiker (SPD)
- Kay Kohlmeyer (* 1950), Vorderasiatischer Archäologe
- Hermann Lehmann (* 1950), Politiker
- Wolfgang Maiers (* 1950), Psychologe
- Heidi Paris (1950–2002), Verlegerin und Schriftstellerin
- Jürgen Rekus (* 1950), Pädagoge
- Dietmar Schomburg (* 1950), Chemiker und Bioinformatiker, Professor an der Technischen Universität Braunschweig
- Michael Stimpel (* 1950), Mediziner
- Helmut Stubbe da Luz (* 1950), Historiker, Publizist, Philosoph und Hochschullehrer
- Matthias Ulrich (1950–2024), Schriftsteller

### 1951 bis 1960
- Rüdiger Dingemann (1951–2024), Autor
- Sibylle von Heimburg (* 1951), Richterin
- Renate Jürgens-Pieper (* 1951), Politikerin (SPD)
- Andreas Müller-Pohle (* 1951), Fotograf, Medienkünstler und Verleger
- Lutz Reichert (* 1951), Schauspieler
- Madeleine Sauveur (1951–2023), Kabarettistin und Sängerin
- Klaus-Dieter Vorlop (* 1951), Chemiker
- Wilhelm-Albrecht Achilles (* 1952), Jurist und Richter am Bundesgerichtshof
- Matthias Brand (* 1952), Schriftsteller
- Reiner Braun (* 1952), Aktivist und Autor
- Annette Breitbach-Schwarzlose (1952–2001), Politikerin (SPD), Mitglied des Landtags von Nordrhein-Westfalen
- Ingrid Bruckert (* 1952), Hockeyspielerin
- Dieter Dölling (* 1952), Rechtswissenschaftler und Kriminologe
- Wolfgang Fengler (* 1952), Bahn-Ingenieur und Hochschullehrer
- Thomas Freyer (* 1952), Theologe
- Almut Kottwitz (geb. Kruse; * 1952), Ingenieurin, Ministerialbeamtin und Politikerin (Die Grünen)
- Wolfgang Kubicki (* 1952), Politiker (FDP); 1992–1993, 1996–2017 Vorsitzender der FDP-Fraktion im Landtag von Schleswig-Holstein; 1990–1992, 2002, seit 2017 MdB; seit 2017 Vizepräsident des Deutschen Bundestages
- Christian Mersmann (* 1952), Agrarwissenschaftler
- Reinhard Pekrun (* 1952), Psychologe
- Fritz Randow (* 1952), Schlagzeuger
- Gudrun Schwibbe (* 1952), Psychologin, Anthropologin und Hochschullehrerin
- Wolfgang Siuda (* 1952), Theaterkomponist
- Jürgen Wehnert (* 1952), evangelischer Theologe
- Cornelia Wulkopf (* 1952), Opernsängerin
- Wolfgang Bremer (* 1953), Marineoffizier, zuletzt Konteradmiral der Bundesmarine und Kommandeur des Logistikzentrums der Bundeswehr
- Friedrich Försterling (1953–2007), Psychologe
- Gerrit Huy (* 1953), Politikerin
- Christina Holtz-Bacha (* 1953), Professorin für Publizistik
- Jan Koester (* 1953), Schauspieler
- Reinhard Krökel (* 1953), Schauspieler, Autor und Sprecher
- Werner Lüders (* 1953), Flottillenadmiral a. D.
- Andreas Döring (* 1954), Autor und Journalist
- Andreas Engert (* 1954), Internist, Onkologe und Hochschullehrer
- Carola Lentz (* 1954), Ethnologin
- Klaus-Dieter Mauer (* 1954), Priester
- Gernot Mörig (* 1954), Aktivist der rechten Szene
- Frank Martin Ausbüttel (* 1955), Historiker und Lehrer
- Reinhard Brückner (* 1955), Chemiker
- Frank-Henning Florian (* 1955), Versicherungsmanager
- Eckhard Gorka (* 1955), Theologe
- Marcus Herrenberger (* 1955), Buchillustrator, Comiczeichner, Autor und Hochschullehrer
- Uwe Krause (* 1955), Fußballspieler
- Bernd von Münchow-Pohl (* 1955), Diplomat, Botschafter der Bundesrepublik Deutschland und Generalkonsul
- Matthias Puhle (* 1955), Historiker für Mittelalterliche Geschichte und Direktor des Magdeburger Kulturhistorischen Museums
- Christine Reinhart (* 1955), Moderatorin und Schauspielerin
- Bärbel Rust (* 1955), Politikerin (Grüne)
- Manfred Sohn (* 1955), Politiker (Die Linke)
- Ingo Wolf (* 1955), FDP-Politiker, ehem. Minister in Nordrhein-Westfalen
- Uwe Binias (* 1956), Polizeipräsident
- Eva Burgdorf (* 1956), Diakonin und Feministin
- Wolfgang Grobe (* 1956), Fußballspieler
- Axel Hacke (* 1956), Journalist und Schriftsteller
- Achim Kück (* 1956), Komponist und Jazzpianist
- Ulrich Markurth (* 1956), Kommunalpolitiker, von 2014 bis 2021 Oberbürgermeister der Stadt Braunschweig
- Bernd Osterloh (* 1956), VW-Betriebsratsvorsitzender
- Lisa Politt (* 1956), Kabarettistin
- Barbara Slawig (* 1956), Schriftstellerin und Übersetzerin
- Lutz Tantow (* 1956), Schriftsteller
- Peter Teumer (1956–2009), Gründer und Sänger der Punkband Daily Terror
- Peter Treichel (* 1956), Politiker (SPD)
- Pia Zimmermann (* 1956), Politikerin (Die Linke)
- Stephan Abarbanell (* 1957), Rundfunkmanager und Schriftsteller
- Frank Dammann (1957–2017), Handballspieler
- Barbara Hallensleben (* 1957), römisch-katholische Theologin und Hochschullehrerin
- Benjamin Heidersberger (* 1957), Künstler und Kulturmanager
- Volker Heins (* 1957), Politikwissenschaftler
- Bernhard Kampmann (* 1957), Diplomat
- Michael Kaul (* 1957), Maler
- Andreas Nehring (* 1957), Theologe
- Bernd Nicolai (* 1957), Architektur- und Kunsthistoriker
- Tilman Raabke (* 1957), Dramaturg
- Peter Szyszka (* 1957), Kommunikationswissenschaftler
- Bernd Wiegand (* 1957), Kommunalpolitiker (parteilos, vormals SPD); seit dem 1. Dezember 2012 Oberbürgermeister der Stadt Halle (Saale)
- Hennig Brandes (* 1958), Politiker
- Stephan Dabbert (1958–2024), Agrarökonom, Rektor der Universität Hohenheim
- Norbert Denecke (* 1958), Theologe
- Christoph Geissmar-Brandi (* 1958), Kunsthistoriker
- Folkhard Isermeyer (1958–2025), Agrarökonom
- Anne Janz (* 1958), Politikerin (Bündnis 90/Die Grünen)
- Mara Laue (* 1958), Schriftstellerin
- Ute Mennecke (* 1958), Theologin
- Bernd Noack (* 1958), Journalist und Theaterkritiker
- Christoph Unger (* 1958), Jurist und Verwaltungsbeamter, von 2004 bis 2020 Präsident des Bundesamtes für Bevölkerungsschutz und Katastrophenhilfe
- Peter M. Vogt (* 1958), Chirurg
- Andreas Wöhle (* 1958), lutherischer Pfarrer in Amsterdam
- Tom Bennecke (* 1959), Musiker
- Klaas-Hinrich Ehlers (* 1959), Linguist und Hochschullehrer
- Holger Frahm (* 1959), Physiker
- Martin Hein (* 1959), Brigadegeneral
- Regina Mahlmann (* 1959), Soziologin und Autorin
- Annette Birschel (* 1960), Journalistin
- Carsten Bolm (* 1960), Chemiker
- Diethelm Klesczewski (* 1960), Jurist
- Katharina Meinecke (* 1960), Schauspielerin
- Hans Joachim Paap (* 1960), Architekt
- Andreas Reinke (* 1960), Ruderer
- Dirk Rühmann (* 1960), Kriminalschriftsteller
- Jörn Schulze (* 1960), Trompeter und Hochschullehrer
- Gerald Spindler (1960–2023), Rechtswissenschaftler
- Thomas Steg (* 1960), Politik- und Kommunikationsberater
- Wolfgang in der Wiesche (* 1960), Künstler

### 1961 bis 1970
- Axel Beater (* 1961), Rechtswissenschaftler
- Robert Brinkmann (* 1961), Kameramann
- Lars Ellmerich (* 1961), Fußballspieler und -trainer
- Konstantin von Hammerstein (* 1961), Journalist
- Joachim Heintz (* 1961), Musiker und Hochschullehrer
- Martin Klingeberg (* 1961), Jazzmusiker
- Carsten Lehmann (* 1961), Politiker
- Justus Pysall (* 1961), Architekt
- Christine Schulz (* 1961), Künstlerin in den Bereichen Fotografie, Medien- und Videokunst
- Wenzel Storch (* 1961), Regisseur
- Susanne Weber (* 1961), Wirtschaftswissenschaftlerin und Wirtschaftspädagogin, Hochschullehrerin in München
- Thomas Arslan (* 1962), deutsch-türkischer Filmregisseur und Drehbuchautor
- Felix Billeter (* 1962), Kunsthistoriker
- Bettina Blumenberg (* 1962), Hockeyspielerin
- Carsten Bokemeyer (* 1962), Internist
- Bernd Buchheister (* 1962), Fußballspieler
- Till Nikolaus von Heiseler (* 1962), Autor, Regisseur und Performer
- Uwe Lagosky (* 1962), Politiker
- Christoph K. Neumann (* 1962), Orientalist, Autor und Hochschullehrer
- Heinz-Günter Scheil (* 1962), Fußballspieler und -trainer
- Matthias Stach (* 1962), Sportjournalist
- Kathrin Weiher (* 1962), Kommunalpolitikerin; tätig im Landkreis Goslar und in Lübeck
- Wiebke Ahrndt (* 1963), Ethnologin
- Sebastian Ebel (* 1963), Manager und Präsident von Eintracht Braunschweig
- Stefan Grimme (* 1963), Chemieprofessor
- Johannes Groschupf (* 1963), Schriftsteller und Journalist
- Uwe Jun (* 1963), Hochschullehrer und Politikwissenschaftler
- Ebba Lamprecht (* 1963), Architektin
- Chris Murray (* 1963), Musicaldarsteller und Opernsänger
- Bernfried E. G. Pröve (* 1963), Komponist und Organist
- Wilhelm W. Reinke (* 1963), Fotograf, Autor und Rezitator
- Michael Scheike (* 1963), Fußballspieler und -trainer
- Richard Wolter (* 1963), Hockey-Bundesligaschiedsrichter
- Frank Albe (* 1964), Betriebswirtschaftler
- Werner Benecke (* 1964), Historiker
- Ingo Bockler (1964–2023), Koch
- Ivo Feußner (* 1964), Biochemiker
- Jörg Hoßbach (* 1964), deutscher Fußballtorhüter und -trainer
- Carsten Höttcher (* 1964), Politiker
- Frank Klawonn (* 1964), Mathematiker und Informatiker
- Kristina Kühnbaum-Schmidt (* 1964), evangelische Theologin
- Michael Labahn (* 1964), Theologe
- Frank Rennicke (* 1964), Liedermacher der rechtsextremen Szene und Bundespräsidentenkandidat von NPD und DVU
- Ingo Senst (* 1964), Jazzmusiker
- Alexander Wallasch (* 1964), Schriftsteller und Journalist
- Detlef Bothe (* 1965), Schauspieler
- Suska Döpp (* 1965), Journalistin
- Tom Dvorak (* 1965), Dressurreiter
- Uli Hannemann (* 1965), Schriftsteller
- Tom Jütz (1965–2020), Maler und Illustrator
- Jörn Axel Kämmerer (* 1965), Rechtswissenschaftler und Hochschullehrer
- Jens Kujawa (* 1965), Basketballspieler
- Roland Menges (* 1965), Volkswirtschaftler
- Henrik Walsdorff (* 1965), Jazzsaxophonist
- Marcus Ackermann (* 1966), Basketballspieler und Manager
- Maike Albath (* 1966), Literaturkritikerin, Autorin und Journalistin
- Tobias Brandes (1966–2017), Physiker
- Wolfgang Eggert (1966–2017), Volkswirtschaftler
- Christian Eitner (* 1966), Musiker
- Thomas Ellrott (* 1966), Ernährungspsychologe
- Norbert Frey (* 1966), Kardiologe und Hochschullehrer
- Mirco Hanker (* 1966), Politiker (AfD)
- Hans Harder (* 1966), Indologe
- Andree Hesse (* 1966), Schriftsteller und Übersetzer
- Ralf Hohlfeld (* 1966), Kommunikationswissenschaftler, Hochschullehrer
- Zaz Montana (* 1966), Filmeditor
- Birgit Remmert (* 1966), Opernsängerin
- Markus Rex (* 1966), Polar- und Klimaforscher und Autor
- Ulf Schmidt (* 1966), Theaterautor und Theaterwissenschaftler
- Anke Schwiekowski (* 1966), Schauspielerin
- Ravinder Salooja (* 1966), evangelischer Pastor, Theologe und Missionswissenschaftler
- Petra Schaper Rinkel (* 1966), Politikwissenschaftlerin und Innovationsforscherin
- Harald Stein (* 1966), Basketballspieler und -trainer
- Bernhard Stomporowski (* 1966), Ruderer
- Jürgen Strothmann (* 1966), Historiker
- Bettina Bähr-Losse (* 1967), Rechtsanwältin und Politikerin (SPD)
- Roland Brühe (* 1967), Pflegewissenschaftler und Hochschullehrer für Pflegepädagogik
- Steffen Jürgens (* 1967), Schauspieler und Filmregisseur
- Matthias Lau (* 1967), Brigadegeneral des Heeres der Bundeswehr
- Jan Off (* 1967), Schriftsteller
- Sven Reile (* 1967), Maler
- Markus Ritter (* 1967), Kunsthistoriker, Islamwissenschaftler und Hochschullehrer
- Ole Sander (* 1967), Musikproduzent
- Holger Schünemann (* 1967), Mediziner und Epidemiologe, Professor an der McMaster University, Hamilton, Kanada
- Wiebke Bartsch (* 1968), Künstlerin
- Oliver Blume (* 1968), Manager
- Jan Bürger (* 1968), Schriftsteller und Literaturwissenschaftler
- Nanna Fuhrhop (* 1968), Sprachwissenschaftlerin
- Jette Joop (* 1968), Schmuck- und Modedesignerin
- Nina Kraft (1968–2020), Triathletin
- Axel Meyer (* 1968), Journalist und Autor historischer Romane
- Florian Meyer (* 1968), Fußballschiedsrichter
- Christian Neidhart (* 1968), Fußballspieler und -trainer
- Jens Pieper (* 1968), Bogenschütze
- Stephanie Storp (* 1968), Leichtathletin
- Helmut Barz (* 1969), Autor
- Dirk Brockmann (* 1969), Physiker
- Sandra Donner (* 1969), Historikerin und Museumsleiterin
- Markus Grahn (* 1969), American-Football-Spieler und -Trainer
- Frank Lukas (* 1969), Fernsehmoderator und -produzent
- Heike Matthiesen (1969–2023), Klassische Gitarristin
- Matthias Meinhardt (* 1969), Historiker
- Sven-David Müller (* 1969), Schriftsteller, TV-Moderator und Medizinjournalist, Träger des Bundesverdienstkreuzes (2005)
- Jens Nünemann (* 1969), Schauspieler
- Nico Rabenald (* 1969), Regisseur, Autor und Übersetzer
- Sven Scholze (* 1969), Fußballspieler
- Christian Schwarzer (* 1969), Handballspieler
- Ralf Seppelt (* 1969), Mathematiker und Landschaftsökologe
- Niko Strobach (* 1969), Philosoph
- Grischka Voss (* 1969), Schauspielerin, Theaterleiterin und Autorin
- Tilo Werner (* 1969), Theater- und Filmschauspieler
- Marko Beens (* 1970), Sportmanager
- Christoph Erdmenger (* 1970), Politiker und Umweltwissenschaftler
- Carsten Fichtelmann (* 1970), Unternehmer, Produzent und Verleger
- Till Fuhrmann (* 1970), Kostümbildner
- Markus Gröchtemeier (* 1970), Historiker und Basketballspieler
- Carola Guber (* 1970), Opernsängerin
- Florian Hoffmeister (* 1970), Kameramann und Filmregisseur
- Boris Kreuter (* 1970), Filmschaffender
- Holger Lindemann (* 1970), Pädagoge und Erziehungswissenschaftler
- Katharina Mahrenholtz (* 1970), Journalistin und Autorin
- Carsten Müller (* 1970), Politiker (CDU), Mitglied des Deutschen Bundestages
- Melanie Paschke (* 1970), Leichtathletin
- Jens Thomas (* 1970), Musiker
- Stefan Weber (* 1970), Brigadegeneral des Heeres der Bundeswehr

### 1971 bis 1980
- Bibiana Beglau (* 1971), Schauspielerin
- Calle Claus (* 1971), Comiczeichner und -texter, Illustrator und Hörspielautor
- Tim Goydke (* 1971), Ökonom und Japanologe
- Katrin Kauschke (* 1971), Hockeyspielerin und Olympiateilnehmerin
- Asmus Maatsch (* 1971), Richter
- Stefan Maiwald (* 1971), Journalist und Schriftsteller
- Gwendolin von der Osten (* 1971), Juristin, Polizeipräsidentin der Polizeidirektion Göttingen
- Markus Peschel (* 1971), Pädagoge und Physiker
- Jochen Volz (* 1971), Kunsthistoriker, Kurator, Direktor der Pinacoteca do Estado de São Paulo, Brasilien
- Matthias Brodowy (* 1972), Kabarettist
- André Ehrenberg (* 1972), Kanute
- Tilman Ehrhorn (* 1972), Jazzmusiker und Musikproduzent
- Sonja Fiedler-Tresp (* 1972), Schriftstellerin und Übersetzerin
- Michael Green (* 1972), Hockeyspieler
- Annemarie Matzke (* 1972), Künstlerin und Theaterwissenschaftlerin
- Arne Nolting (* 1972), Drehbuchautor
- Falk Rosenthal (* 1972), Screen Designer
- Nils Wogram (* 1972), Jazzmusiker
- Dorrit Bauerecker (* 1973), Pianistin und Akkordeonistin
- Muhamed Ciftci (* 1973), Imam
- Tobias Drews (* 1973), Sportjournalist
- Toni Greis (* 1973), Comiczeichner und Illustrator
- Michael Koch (* 1973), Fotokünstler
- Heike Lätzsch (* 1973), Hockeynationalspielerin, Olympiasiegerin 2004
- Vanessa Maurischat (* 1973), Musikerin und Kabarettistin
- Inken Schönauer (* 1973), Journalistin
- Jan Spoelder (* 1973), Fußballspieler
- Tasek (* 1973), Künstler
- Björn Bente (1974–2023), Schachspieler
- Matthias Böttger (* 1974), Architekt und Kurator
- Cappuccino (bürgerlich: Karsten Löwe, * 1974), Rapper
- Sünne Juterczenka (* 1974), Historikerin
- Özkan Koçtürk (* 1974), Fußballspieler
- Oliver Koletzki (* 1974), Produzent und DJ im Bereich der elektronischen Tanzmusik und House
- Nicole Kumpis (* 1974), Sportfunktionärin, Präsidentin von Eintracht Braunschweig
- Drorit Lengyel (* 1974), Erziehungswissenschaftlerin
- Oliver Schatta (* 1974), Politiker (CDU)
- Murat Ham (* 1975), Journalist und Autor
- Markolf Hoffmann (* 1975), Schriftsteller
- Katharina Kleinen-von Königslöw (* 1975), Kommunikationswissenschaftlerin
- Isabel Ostermann (* 1975), Opernregisseurin
- Britta Siebert (* 1975), Politikerin (CDU)
- Björn Wilhelm (* 1975), Journalist
- Marina Ortrud Hertrampf (* 1976), Professorin für Romanische Literatur- und Kulturwissenschaft
- MC Rene (* 1976), deutsch-marokkanischer MC und Rapper
- Sebastian Rüter (* 1976), Politiker (SPD)
- Cymin Samawatie (* 1976), deutsch-iranische Sängerin und Komponistin
- Nora Steen (* 1976), lutherische Geistliche, Bischöfin in Schleswig
- Christian Lechelt (* 1977), Kunsthistoriker
- Sascha Münnich (* 1977), Soziologe
- Erik Range (alias Gronkh; * 1977), Let’s Player und Webvideoproduzent
- Mieke Schymura (* 1977), Schauspielerin
- Christina Wolff (* 1977), Kinder- und Jugendbuchautorin
- Hendrik Borgmann (* 1978), Schauspieler und Unternehmer
- Maya Bothe (* 1978), Schauspielerin
- Carla Häfner (* 1978), Kinderbuchautorin
- Mareile Moeller (* 1978), Schauspielerin und Synchronsprecherin
- Oliver Möllenstädt (* 1978), Politiker (FDP)
- Lennart Randau (* 1978), Mikrobiologe und Biochemiker
- Julia Retzlaff (* 1978), Politikerin (SPD)
- Katrin Wichmann (* 1978), Schauspielerin
- Michael Balke (* 1979), Dirigent
- Philipp Leinemann (* 1979), Regisseur und Drehbuchautor
- Arno Lücker (* 1979), Musiker
- Nils Mittmann (* 1979), Basketballspieler
- Johanna Stuttmann (* 1979), Drehbuchautorin
- Nils Thürey (* 1979), Informatiker
- Axel Bosse (* 1980), Gitarrist, Songwriter und Rocksänger
- Sascha Kirschstein (* 1980), Fußballtorwart
- Scott-Vincent Stöber (* 1980), Basketballspieler

### 1981 bis 1990
- Stefan Beyer (* 1981), Komponist
- Benjamin Bieber (* 1981), Schauspieler
- Mia Maariel Meyer (* 1981), Filmregisseurin und Drehbuchautorin
- Bastian Muhr (* 1981), Maler und Grafiker
- Tobias Rau (* 1981), Fußballspieler
- Benjamin Schaefer (* 1981), Jazzmusiker
- Jan Philipp Albrecht (* 1982), Politiker (Bündnis 90/Die Grünen)
- Claudia Hillebrandt (* 1982), Sprach-, Literaturwissenschaftlerin und Hochschullehrerin
- Markus Klotz (* 1982), Basketballspieler
- Felix Lohrengel (* 1982), Schauspieler
- Alexander Madlung (* 1982), Fußballspieler
- Christina Mundlos (* 1982), Soziologin
- Nora Fingscheidt (* 1983), Filmregisseurin und Drehbuchautorin
- Peter Miklusz (* 1983), Theater-, Film- und Fernsehschauspieler sowie Burgschauspieler des Wiener Burgtheaters
- Achim Overbeck (* 1983), Kanute
- Lisa Spickschen (* 1983), Schauspielerin
- Marc Pfitzner (* 1984), Fußballspieler
- Claudia Wehrsen (* 1984), Hürdenläuferin
- Gisa Flake (* 1985), Schauspielerin, Kabarettistin, Sängerin und Synchronsprecherin
- Joachim Hahn (* 1985), Komiker
- Christophe Lambert (* 1985), Judoka
- Jens Reupert (* 1985), Journalist und Moderator
- Deniz Sari (* 1985), Fußballspieler
- Sarah Elena Timpe (* 1985), Schauspielerin
- Florian Bernschneider (* 1986), Politiker (FDP), jüngster Bundestagsabgeordneter in der 17. Wahlperiode des Deutschen Bundestages
- Christian Bojidar (* 1986), Schauspieler
- Jasmin-Isabel Kühne (* 1986), Harfenistin
- Vanessa Czapla (* 1987), Schauspielerin
- Donya Farahani (* ≈1987), Journalistin und Moderatorin
- David Mullikas (* 1987), Schauspieler
- Felix Weber (* 1987), Leichtathlet
- Alexander Bertram (* 1988), Politiker (AfD)
- Justin Eilers (* 1988), Fußballspieler
- Florian Floto (* 1988), Bogenschütze
- Alke Overbeck (* 1988), Kanutin
- Patrick Posipal (* 1988), Fußballspieler
- Daniel Reiche (* 1988), Fußballspieler
- Cornelius Adler (* 1989), Basketballspieler
- Pia Leokadia (* 1989), Schauspielerin
- Philip Noch (* 1989), Basketballspieler
- Dominik Scheil (* 1989), Fußballspieler
- Jusuf El-Domiaty (* 1990), Basketballspieler
- Fabian Römer (* 1990), Rapper

### 1991 bis 2000
- Carina Bargmann (* 1991), Fantasy-Autorin
- Tobias Barkschat (* 1991), Radrennfahrer
- Nico Granatowski (* 1991), Fußballspieler
- Marie Rosa Günter (* 1991), Pianistin
- Charif Ounis (* 1991), Schauspieler
- Robin Knoche (* 1992), Fußballspieler
- Julius Kuhn (* 1992), Film- und Theaterschauspieler
- Dennis Nawrocki (* 1992), Basketballspieler
- Sophie Ramdor (* 1992), Politikerin (CDU)
- Laura Balzer (* 1993), Schauspielerin
- Moritz Göttel (* 1993), Fußballspieler
- Dennis Schröder (* 1993), Basketballspieler
- Jonas Sonnenberg (* 1993), Fußballspieler
- Katharina Agamov (* 1994), deutsch-philippinische Tennisspielerin
- Lennart Hillmann (* 1995), Schauspieler
- Lukas Meisner (* 1995), Basketballspieler
- Alida Bohnen (* 1996), Schauspielerin
- Julius Düker (* 1996), Fußballspieler
- Laura Gläsner (* 1996), Leichtathletin
- Joelle Wedemeyer (* 1996), Fußballspielerin
- Jasper Balke (* 1997), Politiker (Bündnis 90/Die Grünen)
- Jannes Horn (* 1997), Fußballspieler
- Phillip Tietz (* 1997), Fußballspieler
- Lars Lagerpusch (* 1998), Basketballspieler
- Samuel Abifade (* 1999), Fußballspieler
- Theodor Striese (* 1999), Komponist
- Alexa Kaminski (* 2000), Volleyballspielerin

## 21. Jahrhundert
- Max Brandt (* 2001), Fußballspieler
- Luisa Keller (* 2001), Volleyballspielerin
- Robin Kölle (* 2001), Fußballspieler
- Nina Rosemeyer (* 2001), Basketballspielerin
- Leon Sommer (* 2001), Fußballspieler
- Carl Josef (* 2005), Komiker
- Bennit Bröger (* 2006), Fußballspieler